# BSA (motorfiets)
BSA Motorcycles is een Brits historisch merk van motorfietsen. Het produceerde motorfietsen van 1910 tot 1972 en was lang de grootste producent van motorfietsen ter wereld. Het was eigenaar van de motorfietsmerken Sunbeam, Ariel, New Hudson en Triumph. Het werd in 1972 overgenomen door Manganese Bronze Holdings, dat de BSA-naam in 1978 verkocht aan William Colquhoun, die de BSA Company oprichtte.

## Voorgeschiedenis
De Birmingham Small Arms Company werd in 1861 opgericht door veertien wapensmeden in de Gun Quarter van Birmingham. Zij hadden tijdens de Krimoorlog (1853-1856) nog wapens aan het Britse leger geleverd, maar dat had inmiddels staatsbedrijven ingericht met Amerikaanse machines voor massaproductie. De smeden in Birmingham besloten daarop zich samen te voegen tot de Birmingham Small Arms Trade Association. Er werd 10 hectare grond aangekocht en op het bedrijfsterrein werd "Armoury Road" aangelegd. Dezelfde Amerikaanse machines werden geïnstalleerd en men kreeg via het Board of Ordnance van het War Office de tekeningen van de wapens die geproduceerd werden in de Royal Small Arms Factory in Enfield (Londen). In 1863 werden 20.000 infanteriegeweren voor het Turkse leger geproduceerd, maar de eerste Britse opdracht kwam pas in 1868. Door gebrek aan opdrachten ging BSA fietsen produceren, maar in 1879 lag het bedrijf een jaar stil wegens gebrek aan werk. In de jaren tachtig van de negentiende eeuw begon de productie van kogellagers en driewielers, maar in 1887 steeg de vraag naar wapens en concentreerde men zich op het Lee-Metford-grendelgeweer. 

### Eerste motorfietsen
De fietsonderdelenproductie leidde ook tot de eerste voorzichtige stappen op motorfietsgebied: Vanaf 1903 leverde BSA frames met achtervering waarin een 2pk-JAP clip-on motor hing en vanaf 1904 een "Special Set of Fittings for Motors of Minerva Type". Dit waren onderdelen om een rijwielgedeelte te maken waar een Minerva-inbouwmotor of een daarvan afgeleide motor gemonteerd kon worden. Het "Minerva type"-inbouwmotor was populair omdat door de constructie het patent van de gebroeders Werner omzeild kon worden. Dat waren echter niet de enige motorfietsproducten uit die tijd, want er is ook een "J.H. Smith" motorfiets bekend met een BSA-rijwielgedeelte en een 401cc-Fafnir-blok. 

### BSA Cycles Ltd.
In 1907 bouwde men de eerste BSA-auto en in 1908 werd de fietsproductie weer opgestart. Om leiding te geven aan deze beide afwijkende takken (van de wapenproductie) werd in 1910 BSA Cycles Ltd. opgericht, met Charles Hyde als directeur. Hij nam in hetzelfde jaar de autofabriek van Daimler in Coventry over, vanwege de automotoren en de expertise op het gebied van management. 

## BSA Motorcycles

### Jaren tien
In de jaren tien begon BSA met de productie van eigen motorfietsen. Ondanks het uitbreken van de Eerste Wereldoorlog leverde men in deze periode 250- en 500cc-eencilinders en 770- en 1.000cc-V-twins, allemaal nog met zijklepmotoren. 
| Het eerste motorblok van BSA: de 500cc-zijklepper |

Modellen A, B, C en D (500 cc 1910-1914)
De productie van motorfietsen die de naam "BSA" droegen begon in 1910 met de Modellen A, B en C. Dat waren allemaal 500cc-zijkleppers met een fiscaal vermogen van 3½ pk en riemaandrijving rechtstreeks van de krukas naar het achterwiel. Het Model A was het basismodel zonder koppeling en versnellingsbak en het moest worden aangefietst. Het Model B was identiek, maar had als koppeling een free engine hub, waardoor de berijder kon stoppen en wegrijden zonder dat de motor afsloeg. Het Model C had naast de Free Engine Hub ook nog een versnellingsnaaf met twee versnellingen in het achterwiel. In 1912 volgde ook het Model D, dat verreweg het slechtst was uitgerust. Het had zelfs geen aanfietsketting en moest dus worden aangelopen. Het werd ook wel aangeduid als "TT Model". In die tijd vonden motorcoureurs versnellingen en koppelingen minder belangrijk dan het gewicht, maar bij de TT van Man kwamen in deze jaren nauwelijks BSA's aan de start. In 1914 eindigde de productie. 
Modellen H en K (557 cc 1914-1932)
In 1914 bracht BSA nieuwe modellen met een 557cc-zijklepmotor uit. De grotere cilinderinhoud was vooral bedoeld om de machines geschikt te maken als zijspantrekker. Het Model H had volledige kettingaandrijving, maar het Model K had een chain-cum-belt drive met kettingaandrijving voor de primaire transmissie en riemaandrijving naar het achterwiel. Dat was een systeem dat veel klanten meer vertrouwden dan een ketting. Beide modellen hadden drie versnellingen. Ze zouden in steeds aangepaste vorm in productie blijven tot in 1932 en werden opgevolgd door de 600cc-M33-10.
2¼ HP Model (250 cc 1914)
In 1914 gaf BSA aan haar toekomst meer te richten op lichte modellen. Het resulteerde in 1915 in het BSA 2¼ HP Model, een 250cc-zijkleppertje met drie versnellingen en chain-cum-belt drive dat moest worden aangefietst. De Eerste Wereldoorlog smoorde het echter in de kiem. Na de oorlog kwam dit model niet terug.

#### Eerste Wereldoorlog
In de Eerste Wereldoorlog viel BSA terug op de fabricage van Lewis Guns, granaten en militaire voertuigen, hoewel er nog wel kleine aantallen motorfietsen geproduceerd werden, onder andere voor het Russische leger. Deze order was aan het Britse Ministerie van Oorlog gedaan en ook AJS, Norton en Sunbeam kregen er een deel van. BSA leverde de modellen H en K.

#### Modellenoverzicht jaren tien
| 250cc-Model    | 2¼ HP     |           |           |           |
| -------------- | --------- | --------- | --------- | --------- |
| Cilinderinhoud | 247,0 cc  |           |           |           |
| Periode        | 1915      |           |           |           |
| 500cc-Model    | A         | B         | C         | D         |
| Cilinderinhoud | 499,4 cc  | 499,4 cc  | 499,4 cc  | 499,4 cc  |
| Periode        | 1910-1913 | 1910-1913 | 1910-1913 | 1912-1914 |
| 557cc-Model    | H         | K         |           |           |
| Cilinderinhoud | 556,1 cc  | 556,1 cc  |           |           |
| Periode        | 1914-1920 | 1914-1920 |           |           |

### Jaren twintig
| Het eerste kopklepblok uit 1924. De gesloten klepaandrijving leek veel op die van de 900cc-Hotchkiss-V-twin, die model had gestaan voor de techniek met ingesloten kleppen en tuimelaars. |
| Eind jaren twintig ging BSA geen olietanks monteren, maar kregen de motorblokken een extra compartiment voor het carter voor de motorolie                                                 |
| De voorlopig enige tweetaktmotor van BSA (Model A-serie) bestond slechts drie jaar. |

In de jaren twintig groeide de BSA-productie enorm. Het werd de grootste fabrikant van motorfietsen in het Verenigd Koninkrijk. Van de zwaardere modellen werden voor de koloniën "Colonial"-versies gebouwd, vanwege de slechte of zelfs ontbrekende wegen. Aanvankelijk hadden ze alleen wat diepere spatborden, maar later werden de frames verstevigd en de bodemvrijheid vergroot. De riemaangedreven modellen verdwenen toen kettingaandrijving betrouwbaarder werd. Met het BSA Model L 3½ HP OHV in 1925 kwam de eerste kopklepper. Deze machine met stoterstangen was ontworpen door Harold Briggs, een topconstructeur die was overgekomen van Daimler in Coventry. Briggs liet zich inspireren door de Hotchkiss 900cc-V-twin die in de BSA 10 HP-auto werd toegepast. BSA nam met een fabrieksteam deel aan de Senior TT van 1921 met machines die speciaal daarvoor gebouwd werden, want het produceerde op dat moment geen 500cc-modellen. Alle vijf de deelnemende BSA's vielen uit en daarna bouwde BSA geen fabrieksracers meer tot de BSA MC1 in 1953. Eind jaren twintig kregen de machines zadeltanks in plaats van de flattanks met ingebouwde olietank die tot dat moment gebruikelijk waren. Om de verkoop van eigen zijspannen te bevorderen kregen BSA-zijspancombinaties uitwisselbare wielen. De zijspannen en de reservewielen hadden daarom onbenutte dummy belt rim brakes. De door Lucas ontwikkelde elektrische verlichting deed zijn intrede, maar alleen als accessoire. Klanten konden ook nog kiezen voor acetyleenverlichting. Rond 1927 werden de dummy belt rim brakes geleidelijk vervangen door trommelremmen. Toen de zadeltanks kwamen kon de motorolie niet meer in de tank worden opgeslagen. Vrijwel alle andere merken monteerden daarom olietanks onder het zadel, maar BSA maakte een 1,7liter-compartiment aan de voorkant van het carter. 

##### Modeverschijnselen
Eind jaren twintig gaf BSA toe aan enkele "modeverschijnselen", die in die tijd modern werden geacht, maar die niets toevoegden aan de prestaties van de motor. Het eerste was de sloper, een motorblok met voorover hellende cilinder dat werd geïntroduceerd met 500cc-Model S27 Special Sports in 1927. Het tweede was het Two Port-concept, waarbij de blokken twee uitlaatpoorten kregen waardoor ook twee uitlaten konden worden gemonteerd. Het leverde een symmetrisch achteraanzicht op, maar was verder niet functioneel. Het werd geïntroduceerd met het Model S29 Two Port OHV van 1929.

##### Typebenamingen
In 1925 begon men jaartallen toe te voegen aan de modellen, zoals bijvoorbeeld bij het Model L25 OHV. 
Model A-serie (175 cc 1928-1930)
Al kort na de Eerste Wereldoorlog ontstond er behoefte aan lichte, goedkope motorfietsjes voor woon-werkverkeer. Veel Britse merken leverden die door eenvoudig tweetakt-inbouwmotoren van Villiers in Wolverhampton te bestellen. De lichtste BSA in 1928 was de 250cc-B28 De Luxe voor 37 pond en 15 shilling. De tweetaktmotoren van de BSA Model A-serie hadden ten opzichte van die van Villiers het voordeel dat het unit construction-blokjes waren, met de versnellingsbak in het blok gebouwd zodat de primaire ketting niet nodig was. De boring bedroeg 60 mm, de slag 61,5 mm en de cilinderinhoud was 173,9 cc. Het eerste exemplaar, het Model A28, werd aangeprezen als "een motorfiets voor het hele gezin, vanaf 14 jaar, inclusief dames". Het kostte slechts 28 pond en 10 shilling. Het schakelen van de twee versnellingen gebeurde met een lange hendel rechts van de tank die rechtstreeks op de versnellingsbak zat. Bij het Model A28 De Luxe ging dat wat deftiger, met een kort hendeltje en een schakelkwadrant op de tank. Omdat de modellen van 1930 al twee dagen voor de beurskrach van 1929 gepresenteerd waren, werden de machines in dat jaar nog geleverd, maar daarna eindigde de productie.
Model B-serie (250 cc 1923-1939)
Pas eind 1923 verscheen er weer een 250cc-model, het 2½ HP Model B Round Tank. Het werd een groot succes. Het woog slechts 77 kg, haalde 72 km/uur en verbruikte slechts 2,35 liter benzine op 100 km (1 liter op 42 km). Door de ronde tank had het ook een bijzonder uiterlijk. In 1924 werden er al 15.000 exemplaren verkocht en toen de ronde tank in 1927 werd vervangen door een flattank was dat aantal gestegen tot 35.000. In 1924 heette het model nog steeds Model B, maar in 1925 en 1926 werd het verkocht als Model B Round Tank De Luxe. In 1929 kreeg het model een zadeltank. De 250cc-B-serie bleef in productie tot de uitbraak van de Tweede Wereldoorlog.
Model L-serie (350 cc 1923-1932)
De 350cc-BSA Model L-serie kwam in 1923 op de markt toen de productie van BSA een grote vlucht begon te nemen. Daar droegen deze modellen sterk aan bij. In 1925 leverde BSA niet minder dan 13 modellen en van de Model L-kopkleppers werden in de eerste vier productiejaren 35.000 exemplaren verkocht. De productie van de zijkleppers, toermachines voor dagelijks gebruik, lag waarschijnlijk nog veel hoger. Het BSA Model L 2¾ HP werd meteen een succes. Het zette records in de Scottish Six Days Trial en de International Trials in Zweden. Het werd dan ook als sportmodel verkocht, maar die functie werd in 1924 door de kopkleppers overgenomen. Het viel in de 2¾ HP-belastingklasse. Vanaf 1924 werden alle modellen aangeduid als 3½ HP. Zo ontstond in 1924 het Model L 3½ HP. In de volgende jaren werden de modellen nauwelijks gewijzigd. In 1925 werd het jaartal toegevoegd bij het Model L25 SV dat in 1926 Model L26 SV ging heten. De Model L-serie werd in 1933 opgevolgd door de BSA R-serie.
Model S-serie (500 cc 1924-1932)
Na het succes van de 350cc-Model L-serie kwam de 500cc-Model S-serie in 1924 op de markt met het Model S 5 HP De Luxe met zijklepmotor. Pas in 1927 kwamen er kopklepmotoren met de modellen S27 Special Sports en S27 Standard. De Model S-serie kreeg een Colonial-versie en ook de eerste sloper- en Two Port-motoren. Ze bleef tot 1932 in productie en werd opgevolgd door de BSA W-serie. 
Model E-serie (770 cc 1920-1931)
Al tijdens de oorlog begon BSA met de ontwikkeling van een 770cc-V-twin als zware toermotorfiets en zijspantrekker. BSA had al naam gemaakt als motorproducent en had zelfs in de koloniën een uitgebreid dealernetwerk. Het BSA Model E 6 HP werd in 1919 gepresenteerd. Het was uitsluitend leverbaar met kettingaandrijving en had een kickstarter. Het haalde zonder zijspan bijna 90 km/uur en bleef in steeds aangepaste vorm in dienst tot in 1931.
Model F-serie (1.000 cc 1922-1924)
Na de Eerste Wereldoorlog bleven aanvankelijk de 557cc-modellen H en K en het 770cc-Model E in productie, maar in 1922 volgde het Model F 8 HP met een 1.000cc-V-twin, een echte zijspantrekker die bij voorkeur ook met een BSA-zijspan geleverd werd. In 1923 veranderde de naam van het basismodel in "Model F 8 HP Light", er kwam een "De Luxe"-versie, een Colonial-uitvoering en een zijspancombinatie voor taxidiensten. Na 1924 werd het Model F niet uit productie genomen, maar veranderde de typenaam in Model G25.
Model G-serie (1.000 cc 1925-1940)
De BSA Model G-serie volgde in 1925 de Model F-serie op. De naamsverandering kwam waarschijnlijk door de verhoging van het fiscaal vermogen van 8 naar 10 pk. Dat was weer nodig om de concurrentie met vergelijkbare modellen aan te gaan, zoals het Matchless Model M/4 met 1000cc-MAG-motor. In 1929 verscheen het Model G29 World Tour ter herinnering aan het feit dat J.P Castley en B.H. Carthrick met een G26 Twin Colonial een wereldreis van 40.000 km door 23 landen hadden gemaakt. 

#### Modellenoverzicht jaren twintig
| 175cc-Model    | A28            | A28 De Luxe          | A29                  | A29 De Luxe        |                      |                       |
| -------------- | -------------- | -------------------- | -------------------- | ------------------ | -------------------- | --------------------- |
| Cilinderinhoud | 173,9 cc       | 173,9 cc             | 173,9 cc             | 173,9 cc           |                      |                       |
| Periode        | 1928           | 1928                 | 1929                 | 1929               |                      |                       |
| 250cc-Model    | B Round Tank   | B Round Tank De Luxe | B27 De Luxe          | B28 De Luxe        | B29 De Luxe          |                       |
| Cilinderinhoud | 249,4 cc       | 249,4 cc             | 249,4 cc             | 249,4 cc           | 249,4 cc             |                       |
| Periode        | 1923-1924      | 1925-1926            | 1927                 | 1928               | 1929                 |                       |
| 350cc-Model    | L 2¾ HP        | L 3½ HP OHV          | L 3½ HP SV           | L25 OHV            | L25 OHV Super Sports |                       |
| Cilinderinhoud | 348,1 cc       | 348,1 cc             | 348,1 cc             | 348,1 cc           | 348,1 cc             |                       |
| Periode        | 1923           | 1924-1925            | 1925                 | 1925               | 1925                 |                       |
| 350cc-Model    | L25 SV         | L26 OHV Super Sports | L26 SV               | L27 OHV Standard   | L27 OHV Super Sports |                       |
| Cilinderinhoud | 348,1 cc       | 348,1 cc             | 348,1 cc             | 348,1 cc           | 348,1 cc             |                       |
| Periode        | 1925           | 1925                 | 1925                 | 1927               | 1927                 |                       |
| 350cc-Model    | L27 SV         | L28 OHV Standard     | L28 OHV Super Sports | L28 SV             | L29 OHV              | L29 SV De Luxe        |
| Cilinderinhoud | 348,1 cc       | 348,1 cc             | 348,1 cc             | 348,1 cc           | 348,1 cc             | 348,1 cc              |
| Periode        | 1927           | 1928                 | 1928                 | 1928               | 1929                 | 1929                  |
| 500cc-Model    | S 5 HP De Luxe | S25 Standard         | S25 Colonial         | S25 Sports         | S26                  | S26 De Luxe           |
| Cilinderinhoud | 492,6 cc       | 492,6 cc             | 492,6 cc             | 492,6 cc           | 492,6 cc             | 492,6 cc              |
| Periode        | 1924           | 1925                 | 1925                 | 1925               | 1926                 | 1926                  |
| 500cc-Model    | S27 De Luxe    | S27 Special Sports   | S27 Standard OHV     | S28 De Luxe OHV    | S28 De Luxe SV       | S28 De Luxe SV Sports |
| Cilinderinhoud | 492,6 cc       | 492,6 cc             | 492,6 cc             | 492,6 cc           | 492,6 cc             | 492,6 cc              |
| Periode        | 1927           | 1927                 | 1927                 | 1928               | 1928                 | 1928                  |
| 500cc-Model    | S29            | S29 De Luxe          | S29 OHV              | S29 OHV Dirt Track | S29 OHV Speedway     | S29 Two Port OHV      |
| Cilinderinhoud | 492,6 cc       | 492,6 cc             | 492,6 cc             | 492,6 cc           | 492,6 cc             | 492,6 cc              |
| Periode        | 1929           | 1929                 | 1929                 | 1929               | 1929                 | 1929                  |
| 557cc-Model    | H              | K                    | K2                   | H2                 | H25                  | H25 De Luxe           |
| Cilinderinhoud | 556,1 cc       | 556,1 cc             | 556,1 cc             | 556,1 cc           | 556,1 cc             | 556,1 cc              |
| Periode        | 1914-1920      | 1914-1920            | 1920-1921            | 1921-1924          | 1925                 | 1925                  |
| 557cc-Model    | H26            | H26 De Luxe          | H27                  | H28                | H29 De Luxe          |                       |
| Cilinderinhoud | 556,1 cc       | 556,1 cc             | 556,1 cc             | 556,1 cc           | 556,1 cc             |                       |
| Periode        | 1926           | 1926                 | 1927                 | 1928               | 1929                 |                       |
| 770cc-Model    | E 6 HP         | E 6 HP De Luxe       | E De Luxe            | E Light            |                      |                       |
| Cilinderinhoud | 771,2 cc       | 771,2 cc             | 771,2 cc             | 771,2 cc           |                      |                       |
| Periode        | 1919-1924      | 1923                 | 1925-1927            | 1925-1927          |                      |                       |
| 770cc-Model    | E28            | E28 De Luxe          | E29                  | E29 De Luxe        |                      |                       |
| Cilinderinhoud | 771,2 cc       | 771,2 cc             | 771,2 cc             | 771,2 cc           |                      |                       |
| Periode        | 1928           | 1928                 | 1929                 | 1929               |                      |                       |
| 1000cc-Model   | F 8 HP         | F 8 HP De Luxe       | F 8 HP Light         | F 8 HP Taxi        | F 8 HP Twin Colonial | G25 Light             |
| Cilinderinhoud | 985,2 cc       | 985,2 cc             | 985,2 cc             | 985,2 cc           | 985,2 cc             | 985,2 cc              |
| Periode        | 1922           | 1923-1924            | 1923-1924            | 1923-1924          | 1923-1924            | 1925                  |
| 1000cc-Model   | G25 De Luxe    | G25 Twin Colonial    | G26 Light            | G26 De Luxe        | G26 Twin Colonial    | G27 Light             |
| Cilinderinhoud | 985,2 cc       | 985,2 cc             | 985,2 cc             | 985,2 cc           | 985,2 cc             | 985,2 cc              |
| Periode        | 1925           | 1925                 | 1926                 | 1926               | 1926                 | 1927                  |
| 1000cc-Model   | G27 De Luxe    | G27 Twin Colonial    | G28 Light            | G28 De Luxe        | G28 Twin Colonial    | G29 World Tour        |
| Cilinderinhoud | 985,2 cc       | 985,2 cc             | 985,2 cc             | 985,2 cc           | 985,2 cc             | 985,2 cc              |
| Periode        | 1927           | 1927                 | 1928                 | 1928               | 1928                 | 1929                  |

### Jaren dertig
| De slopers werden in 1935 voor het laatst geleverd. |
| De kopkleppers van de BSA W-serie hadden allemaal een twin port-cilinderkop. Deze W35-8 Blue Star had ook voetschakeling in plaats van handschakeling.                                                                                             |
| In 1932 presenteerde BSA de "Combination levers", het remhendel en koppelingshendel gecombineerd met manettes voor de gasbediening en de ontstekingsvervroeging. De machines met elektrische verlichting kregen een instrumentenpaneel op de tank. |
| De BSA R35-17 Twin Port uit 1935 had nog het oude motorblok... |
| ...terwijl de R35-4 De Luxe het nieuwe "High Camshaft" blok had, met aparte olietank, enkele uitlaatpoort, de stoterstangen weggewerkt in een buis en de magdyno achter de cilinder.                                                               |
| Het J34-blok van 1934 |
| De M20-zijklepmotor van Val Page met het kenmerkende vleugelvormige deksel voor de aandrijving van de magdyno, die nu achter de cilinder zat. |
| Typisch kopklepblok van Val Page, met een tunnel voor de stoterstangen en de magdyno achter de cilinder. |

Hoewel de jaren dertig werden voorafgegaan door de beurskrach van 1929 was daar in het modellenaanbod van BSA niet veel van te merken. In 1930 kon dat ook niet, want vier dagen voor Zwarte Donderdag waren de modellen al gepresenteerd. Wel ging juist het goedkoopste model van de 175cc-Model A-serie na 1930 uit productie. De 250cc-Model B-serie bleef tot aan de Tweede Wereldoorlog in productie, hoewel de opvolger BSA C10 al in 1938 verscheen. De 350cc-Model L-serie kreeg nog een nieuw frame en ook sloper-motoren, maar werd in 1933 opgevolgd door de R-serie, die in 1937 weer werd vervangen door de 350cc-B-serie. De 500cc-BSA Model S-serie kreeg ook slopers maar werd in 1932 opgevolgd door de W-serie. De 557cc-zijklep-zijspantrekkers van de Model H-serie verdwenen na 1932 en die van de 770cc-Model E-serie al na 1931. Ter compensatie verschenen in 1933 de 600cc-eencilinders van de M-serie. De 1.000cc-Model G-serie bleef tot 1939 in productie. De slopers verdwenen in de jaren dertig. De M35-11 was de laatste. Vanaf 1933 werden alle modellen standaard geleverd met Lucas-elektrische verlichting.

#### Typebenamingen
Rond 1930 werd het woord "Model" veelal weggelaten. Vanaf 1930 werden de types genummerd met het bouwjaar en de plaats in de catalogus: voorbeeld: de Modellen A29 en A29 De Luxe stonden in 1930 vooraan in de catalogus en gingen daarom BSA A30-1 en BSA A30-2 heten. In 1936 kwam er een nieuwe wijziging toen het jaartal werd weggelaten. Alleen de serie-aanduiding en de plaats in de catalogus bleven. De BSA M35-10 werd in 1936 bijvoorbeeld BSA M10. Met de komst van hoofdconstructeur Valentine Page veranderden de typebenamingen in 1937 opnieuw: De 250- en 350cc-modellen kregen de aanduiding "B" en de zwaardere modellen (500- en 600 cc) de "M". 

#### "Star"-modellen
- Red Star: Al in 1930 leverde BSA voor klanten die extra wilden betalen bestaande 350- en 500cc-modellen met speciaal opgevoerde motorblokken. Ze kregen dan een hoge compressie-zuiger, speciale nokkenassen, een racebougie, sterkere klepveren en een race-magneet voor de ontsteking. Dit waren de "Red Star"-blokken, herkenbaar aan een klein rood sterretje op het distributiecarter. Deze speciale blokken bleven in productie en ze werden zelfs in 1933, toen de Blue Star-serie al bestond, nog geleverd, maar in de type-aanduiding kwam de "Red Star" niet voor.
- Blue Star: De Blue Star-serie werd in 1932 geïntroduceerd met de 350cc-BSA L32-5 Blue Star en de 500cc-BSA W32-7 Blue Star. Behalve de bovenstaande items kregen de machines ook nog een Amal-carburateur met acceleratiepomp. Het waren de absolute topmodellen in hun klassen. In 1933 en 1934 werden ook de 250cc-Blue Star Juniors geproduceerd. De zwaardere modellen bleven tot 1936 in productie.
- Empire Star: De Empire Star-serie was eigenlijk geen nieuwe serie. De naam ontstond toen de Blue Star-serie in 1936 werd omgedoopt ter gelegenheid van het zilveren jubileum van koning George V. Omdat er geen 250cc-Blue Stars meer waren kwamen er in eerste instantie alleen 350- en 500cc-Empire Stars. De Empire Star-serie werd in 1936 gepresenteerd met een betrouwbaarheidsproef van een 500cc-model dat 800 kilometer lang over het circuit van Brooklands werd gejaagd met snelheden van meer dan 110 km/uur. Daarna werd een afstand van 1.000 mijl afgelegd door het Verenigd Koninkrijk. De hele afstand werd afgelegd zonder dat er onderdelen vervangen hoefden te worden.
- Gold Star: In 1937 reed de (eigenlijk al gepensioneerde) motorcoureur Wal Handley met een M23 Empire Star op het circuit van Brooklands een ronde van meer dan 100 mijl per uur gemiddeld. Dat leverde een BMCRC-"Gold Star" op. In 1938 verscheen de BSA M24 Gold Star, maar pas na de Tweede Wereldoorlog werd de BSA Gold Star iconisch. BSA was wars van fabrieksracers, maar de BSA Gold Stars werden volop ingezet door amateur (clubman) racers en er verschenen uiteindelijk ook cross, trial- en enduroversies van en de productie eindigde pas in 1963.

#### Val Page
Constructeur Valentine ("Val") Page kwam in 1936 over van Triumph naar BSA. Hij bracht in 1937 veel wijzigingen aan in het modellenaanbod. Hij tekende vrijwel alle motoren opnieuw en hij veranderde ook te type-aanduidingen. Alle 250- en 350cc-modellen kregen de aanduiding "B". De 250cc-modellen hoorden al sinds 1923 tot de 250cc-B-serie, maar de 350cc-modellen kwamen nu in de 350cc-B-serie. De 600cc-modellen hoorden al sinds 1933 tot de 600cc-M-serie, maar de 500cc-modellen kwamen nu in de 500cc-M-serie. Hij schafte alle blokken met de olie in het carter af, verplaatste de magdyno's naar achteren en gaf de motoren een veel strakker uiterlijk. Hoewel Page in 1939 weer vertrok, bleven zijn typische ontwerpkenmerken tot in de jaren zestig zichtbaar. Page legde ook de basis voor de 500cc-A7-paralleltwin, die pas na de Tweede Wereldoorlog in productie kwam.
X-serie (150 cc 1934-1936)
De goedkope BSA Model A-serie met 175cc-tweetaktmotor was na 1930 geschrapt, maar BSA constateerde in 1933 dat er wel degelijk behoefte was aan een goedkope woon-werkverkeer-machine. De goedkoopste BSA op dat moment was de B33-1 met 250cc-zijklepmotor die 33 pond kostte en in de 30 shilling-belastingklasse viel. Men wilde een model leveren dat in de 15 shilling-belastingklasse viel en dat werd de BSA X34-0, die in 1934 in productie ging en 29 pond, 17 shilling en 6 pence kostte. De constructie was niet eens erg goedkoop, want dit 150cc-model had een kopklepmotor. Met de komst van Val Page in 1936 werden een aantal series geschrapt, waaronder de BSA X-serie.
C-serie (250 cc 1938-1970)
De 250cc-B-serie werd in 1938 aangevuld met de BSA C10 met zijklepmotor. Ook dit was een ontwerp van Val Page en dit model kreeg een "car-type ignition" (een accu-bobine-ontsteking). In 1939 verdween de B-serie helemaal en met de komst van de kopklepper BSA C11 begon de BSA C-serie. Door het uitbreken van de oorlog moest de productie onderbroken worden, maar na de oorlog kwam de serie terug om tot 1968 in productie te blijven. 
R-serie (350 cc 1933-1936)
De BSA R-serie die de Model L-serie in 1933 opvolgde week aanvankelijk niet veel af van haar voorgangers, maar ze had alleen maar kopklepmotoren. De machines kregen wel vier versnellingen en werden vaak (als de klant dat wilde) met voetschakeling geleverd. Bovendien werden ze (net als alle BSA's vanaf 1933) standaard met Lucas-elektrische verlichting geleverd. De laatste L-modellen hadden al een nieuwe boring/slagverhouding van 71 × 88 mm en die kreeg de R-serie ook. Ze kende een aantal basismodellen, daarnaast ook Blue Star-modellen en de snelle Specials voor clubmanraces. Aanvankelijk waren de motorblokken nog conventioneel opgebouwd, maar de R35-4 De Luxe uit 1935 kreeg een nieuwe motor, die "High Camshaft" werd genoemd. Het meest opvallend was de verchroomde buis waarin de stoterstangen verstopt waren, en die de indruk van een koningsas moest wekken, waardoor het leek alsof men met een bovenliggende nokkenas van doen had. De nokkenassen lagen weliswaar hoger in het carter, maar dus niet in de cilinderkop. Het speciale compartiment van het carter voor de opslag van motorolie verviel; de nieuwe machines kregen een olietank onder het zadel. In 1936 verscheen de R5 Empire Star als zustermodel van de 500cc-Q8 Empire Star. Na 1936 verdween de BSA R-serie als gevolg van de komst van hoofdconstructeur Val Page, die nieuwe motorblokken bouwde en de serie omdoopte tot BSA B-serie.
B-serie (350 cc 1937-1941)
Met de 350cc-B-serie bracht Val Page na vier jaar de 350cc-zijkleppers terug. Wat meer behoudende motorrijders stelden prijs op de eenvoudige en koppelkrachtige machines. De B23 Tourer was dan ook een eenvoudige commuter bike. De B26 Sports was niet echt een sportmotor maar een B23 Tourer met kopklepmotor. De B24 Empire Star was het 350cc-topmodel.
M19 De Luxe (350 cc 1938-1939)
De BSA M19 De Luxe was een buitenbeentje in de 350cc-klasse. Het had een andere motor dan de B-serie met een veel kleinere boring en een veel langere slag. Het was feitelijk een verkleinde versie van de 500cc-BSA M22 Sports (vandaar ook de "M") en had ook het zwaardere semi-dubbel wiegframe van de 500cc-modellen. BSA noemde het "A medium-powered machine with a really good performance", maar feitelijk was de machine te zwaar voor het 350cc-blok en ging ze in 1939 weer uit productie.
W-serie (500 cc 1932-1936)
De BSA W-serie volgde in 1932 de Model S-serie op. De serie kende alleen staande eencilinders, zowel zij- als kopkleppers. De boring werd vergroot van 80 naar 85 mm en de slag verkleind van 98 naar 88 mm. De cilinderinhoud kwam op 499,4 cc. Deze cilindermaten hadden de laatste Gold Stars in 1963 nog steeds. Behalve de gebruikelijke toer- en sportmodellen kwamen er ook clubmanracers voor amateurcoureurs, de Special modellen. De eerste 500cc-Blue Star, de W32-7 Blue Star kwam uit deze serie voort.
J-serie (500 cc 1933-1937)
De BSA J-serie ontstond in 1933 met de Model J War Office Twin. Het prototype van deze 500cc-V-twin werd voor tests aangeboden aan het MWEE (Mechanical Warfare Experimental Establishment) en bleek uit zes kandidaten de beste. Gedurende enkele jaren was deze machine inderdaad een van de Britse standaard-legermotoren. Tussen 1933 en 1937 werden ongeveer 700 War Office Twins geleverd. Een aantal werd in 1939 met de British Expeditionary Force verscheept naar Noord-Frankrijk, waar ze na de Operatie Dynamo in 1940 achtergelaten moesten worden in Duinkerke. Toch was het War Office niet tevreden over de overmatige slijtage aan (onder andere) cilinders en zuigers. BSA bracht verbeteringen aan, maar het Britse leger koos voor de BSA M20 en de Norton 16 H. BSA bracht in 1934 al civiele versies op de markt, die als sportmotoren verkocht werden. Het vermogen van 22 pk was echter niet erg sportief en na 1936 verdween de J-serie uit de catalogus.
Q-serie (500 cc 1936)
In 1936 produceerde BSA nog maar een 500cc-zijklepper, de W6. Alle kopkleppers kregen de aanduiding "Q". De Q7 was het basismodel, de Q8 Empire Star was het uiterst sportieve BSA-topmodel en de Q21 New Blue Star paste eigenlijk tussen de Q8 en de Empire Star. Deze modellen hadden nog de "oude" opbouw van het motorblok, met oliecompartiment aan de voorkant van het carter. De productie duurde maar een jaar: 1936.
M-serie (500 cc 1937-1963)
De 500cc-BSA M-serie bepaalde voor een groot deel de geschiedenis van BSA. De BSA M20-zijklepper werd de belangrijkste Britse militaire motorfiets tijdens de Tweede Wereldoorlog en de M24 Gold Star legde de basis voor de BSA Gold Star-serie. De meeste modellen verdwenen bij het aanbreken van de oorlog, maar de M20 kwam in 1946 als zijspantrekker terug en bleef tot 1963 in productie. 
M-serie (600 cc 1933-1936)
De 600cc-BSA M-serie werd in 1933 geïntroduceerd. Hoewel de serie zowel zij- als kopkleppers omvatte, waren ze allemaal bedoeld als toermotorfiets annex zijspantrekker. 
Y13-serie (750 cc 1935-1938)
Nu het Britse War Office weinig interesse toonde voor de 500cc-Model J War Office Twin ontwikkelde BSA in 1935 een zwaardere versie van de V-twin, de J35-15 War Office. Ook dit werd geen succes en voor zover bekend is de machine nooit als militaire motorfiets gebruikt. Uit dit model ontstond wel een nieuwe civiele versie, de Y13. Die kon het gat vullen nu de zware V-twin-zijkleppers uit de mode raakten waardoor de zijspanrijders behoefte hadden aan een nieuwe zijspantrekker. Die taak vervulde de Y13 tot en met 1938.

#### Modellenoverzicht jaren dertig
| 150cc-Model    | X34-0                     | X35-0                     | X0                       |                 |                         |                   |                 |
| -------------- | ------------------------- | ------------------------- | ------------------------ | --------------- | ----------------------- | ----------------- | --------------- |
| Cilinderinhoud | 148,7 cc                  | 148,7 cc                  | 148,7 cc                 |                 |                         |                   |                 |
| Periode        | 1934                      | 1935                      | 1936                     |                 |                         |                   |                 |
| 175cc-Model    | A30-1                     | A30-2                     |                          |                 |                         |                   |                 |
| Cilinderinhoud | 173,9 cc                  | 173,9 cc                  |                          |                 |                         |                   |                 |
| Periode        | 1930                      | 1930                      |                          |                 |                         |                   |                 |
| 250cc-Model    | B30-3                     | B30-4                     | B31-1                    | B31-2           | B31-3 De Luxe           | B32-1             | B33-1           |
| Cilinderinhoud | 249,4 cc                  | 249,4 cc                  | 249,4 cc                 | 249,4 cc        | 249,4 cc                | 249,4 cc          | 249,4 cc        |
| Periode        | 1930                      | 1930                      | 1931                     | 1931            | 1931                    | 1932              | 1933            |
| 250cc-Model    | B33-2                     | B33-3 Blue Star Junior    | B34-1                    | B34-2           | B34-3 Blue Star Junior  | B35-1             | B35-2           |
| Cilinderinhoud | 249,4 cc                  | 249,4 cc                  | 249,4 cc                 | 249,4 cc        | 249,4 cc                | 249,4 cc          | 249,4 cc        |
| Periode        | 1933                      | 1933                      | 1934                     | 1934            | 1934                    | 1935              | 1935            |
| 250cc-Model    | B35-3 De Luxe             | B1                        | B2                       | B3 De Luxe      | B18 Light De Luxe       | B20 Tourer        | B21 Sports      |
| Cilinderinhoud | 249,4 cc                  | 249,4 cc                  | 249,4 cc                 | 249,4 cc        | 249,4 cc                | 249,4 cc          | 249,4 cc        |
| Periode        | 1935                      | 1936                      | 1936                     | 1936            | 1936                    | 1937-1938         | 1937-1938       |
| 250cc-Model    | B22 Empire Star           | C10                       | B21 Standard             | B21 De Luxe     | C10 De Luxe             | C10 Standard      | C11             |
| Cilinderinhoud | 249,4 cc                  | 249,4 cc                  | 249,4 cc                 | 249,4 cc        | 249,4 cc                | 249,4 cc          | 249,4 cc        |
| Periode        | 1937-1938                 | 1938                      | 1939                     | 1939            | 1939                    | 1939              | 1939-1941       |
| 350cc-Model    | L30-5                     | L30-6 Commercial          | L30-11                   | L31-4           | L31-5 De Luxe           | L31-6 De Luxe     |                 |
| Cilinderinhoud | 348,1 cc                  | 348,1 cc                  | 348,1 cc                 | 348,1 cc        | 348,1 cc                | 348,1 cc          |                 |
| Periode        | 1930                      | 1930                      | 1930                     | 1931            | 1931                    | 1931              |                 |
| 350cc-Model    | L32-2                     | L32-3                     | L32-4 De Luxe            | L32-5 Blue Star | L32-5 De Luxe           | R33-4             |                 |
| Cilinderinhoud | 348,1 cc                  | 348,1 cc                  | 348,1 cc                 | 348,4 cc        | 348,4 cc                | 348,4 cc          |                 |
| Periode        | 1932                      | 1932                      | 1932                     | 1932            | 1932                    | 1933              |                 |
| 350cc-Model    | R33-5 Blue Star           | R34-4                     | R34-5 Blue Star          | R34-6 Special   | R35-4 De Luxe           | R35-5 Blue Star   |                 |
| Cilinderinhoud | 348,4 cc                  | 348,4 cc                  | 348,4 cc                 | 348,4 cc        | 348,4 cc                | 348,4 cc          |                 |
| Periode        | 1933                      | 1934                      | 1934                     | 1934            | 1935                    | 1935              |                 |
| 350cc-Model    | R35-17 Twin Port          | R4 De Luxe                | R5 Empire Star           | R17 Standard    | R19 De Luxe Competition | R20 New Blue Star |                 |
| Cilinderinhoud | 348,4 cc                  | 348,4 cc                  | 348,4 cc                 | 348,4 cc        | 348,4 cc                | 348,4 cc          |                 |
| Periode        | 1935                      | 1936                      | 1936                     | 1936            | 1936                    | 1936              |                 |
| 350cc-Model    | B23 Tourer                | B24 Empire Star           | B26 Sports               | B25 Competition | M19 De Luxe             | B23 De Luxe       |                 |
| Cilinderinhoud | 348,4 cc                  | 348,4 cc                  | 348,4 cc                 | 348,4 cc        | 349,5 cc                | 348,4 cc          |                 |
| Periode        | 1937-1938                 | 1937-1938                 | 1937-1938                | 1937-1939       | 1938-1939               | 1939              |                 |
| 350cc-Model    | B23 Standard              | B24 Silver Star           | B24 Two Port Silver Star | B26             | B26 Two Port            |                   |                 |
| Cilinderinhoud | 348,4 cc                  | 348,4 cc                  | 348,4 cc                 | 348,4 cc        | 348,4 cc                |                   |                 |
| Periode        | 1939                      | 1939                      | 1939                     | 1939            | 1939                    |                   |                 |
| 500cc-Model    | S30-7                     | S30-9 De Luxe             | S3012                    | S30-13 De Luxe  | S30-18 Light            | S30-19 Light      |                 |
| Cilinderinhoud | 492,6 cc                  | 492,6 cc                  | 492,6 cc                 | 492,6 cc        | 492,6 cc                | 492,6 cc          |                 |
| Periode        | 1930                      | 1930                      | 1930                     | 1930            | 1930                    | 1930              |                 |
| 500cc-Model    | S31-7                     | S31-9                     | S31-10 De Luxe           | S32-8 De Luxe   | W32-6                   | W32-7             |                 |
| Cilinderinhoud | 492,6 cc                  | 492,6 cc                  | 492,6 cc                 | 492,6 cc        | 499,4 cc                | 499,4 cc          |                 |
| Periode        | 1931                      | 1931                      | 1931                     | 1932            | 1932                    | 1932              |                 |
| 500cc-Model    | W32-7 Blue Star           | W33-6                     | W33-7                    | W33-8 Blue Star | W33-9 Special           | J War Office Twin |                 |
| Cilinderinhoud | 499,4 cc                  | 499,4 cc                  | 499,4 cc                 | 499,4 cc        | 499,4 cc                | 498,8 cc          |                 |
| Periode        | 1932                      | 1933                      | 1933                     | 1933            | 1933                    | 1933-1937         |                 |
| 500cc-Model    | J34-11                    | W34-7                     | W34-8                    | W34-9 Blue Star | W34-10 Special          | J35-12            |                 |
| Cilinderinhoud | 498,8 cc                  | 499,4 cc                  | 499,4 cc                 | 499,4 cc        | 499,4 cc                | 498,8 cc          |                 |
| Periode        | 1934                      | 1934                      | 1934                     | 1934            | 1934                    | 1935              |                 |
| 500cc-Model    | W35-6                     | W35-7                     | W35-8 Blue Star          | W35-9 Special   | J12                     | Q7                | Q8 Empire Star  |
| Cilinderinhoud | 499,4 cc                  | 499,4 cc                  | 499,4 cc                 | 499,4 cc        | 498,8 cc                | 499,4 cc          |                 |
| Periode        | 1935                      | 1935                      | 1935                     | 1935            | 1936                    | 1936              | 1936            |
| 500cc-Model    | Q21 New Blue Star         | W6                        | M23 Empire Star racer    | M20 Tourer      | M22 Sports              | M23 Empire Star   | M24 Gold Star   |
| Cilinderinhoud | 499,4 cc                  | 499,4 cc                  | 496,4 cc                 | 496,4 cc        | 496,4 cc                | 496,4 cc          | 496,4 cc        |
| Periode        | 1936                      | 1936                      | 1937                     | 1937-1938       | 1937-1938               | 1937-1938         | 1938-1939       |
| 500cc-Model    | M24 Gold Star Competition | M24 Gold Star Track racer | M20 De Luxe              | M20 Standard    | M22                     | M22 Two Port      | M23 Silver Star |
| Cilinderinhoud | cc                        | cc                        | cc                       | cc              | cc                      | cc                | cc              |
| Periode        | 1938-1939                 | 1938-1939                 | 1939                     | 1939            | 1939                    | 1939              | 1939-1940       |
| 557cc-Model    | H30-8                     | H30-10 De Luxe            | H31-8 De Luxe            | H32-9 De Luxe   |                         |                   |                 |
| Cilinderinhoud | 556,1 cc                  | 556,1 cc                  | 556,1 cc                 | 556,1 cc        |                         |                   |                 |
| Periode        | 1930                      | 1930                      | 1931                     | 1932            |                         |                   |                 |
| 600cc-Model    | M33-10                    | M33-11                    | M34-12                   | M34-13          | M35-10                  |                   |                 |
| Cilinderinhoud | 595,8 cc                  | 595,8 cc                  | 595,8 cc                 | 595,8 cc        | 595,8 cc                |                   |                 |
| Periode        | 1933                      | 1933                      | 1934                     | 1934            | 1935                    |                   |                 |
| 600cc-Model    | M35-11                    | M10                       | M21 Tourer               | M21 Tourer      | M21                     |                   |                 |
| Cilinderinhoud | 595,8 cc                  | 595,8 cc                  | 595,8 cc                 | 591,5 cc        | 591,5 cc                |                   |                 |
| Periode        | 1935                      | 1936                      | 1937                     | 1938            | 1939-1963               |                   |                 |
| 750cc-Model    | J35-15 War Office         | Y13                       |                          |                 |                         |                   |                 |
| Cilinderinhoud | 748,3 cc                  | 748,3 cc                  |                          |                 |                         |                   |                 |
| Periode        | 1935                      | 1936-1938                 |                          |                 |                         |                   |                 |
| 770cc-Model    | E30-14                    | E31-11 2 Gallon           | E31-11 3 Gallon          |                 |                         |                   |                 |
| Cilinderinhoud | 771,2 cc                  | 771,2 cc                  | 771,2 cc                 |                 |                         |                   |                 |
| Periode        | 1930                      | 1931                      | 1931                     |                 |                         |                   |                 |
| 1000cc-Model   | G30-15                    | G30-16 World Tour         | G31-12 World Tour        | G32-10          | G33-12 Twin Light       | G33-13 World Tour |                 |
| Cilinderinhoud | 985,2 cc                  | 985,2 cc                  | 985,2 cc                 | 985,2 cc        | 985,2 cc                | 985,2 cc          |                 |
| Periode        | 1930                      | 1930                      | 1931                     | 1932            | 1933                    | 1933              |                 |
| 1000cc-Model   | G33-13 WD                 | G34-14 World Tour         | G35-14                   | G14             | G14 WD                  |                   |                 |
| Cilinderinhoud | 985,2 cc                  | 985,2 cc                  | 985,2 cc                 | 985,2 cc        | 985,2 cc                |                   |                 |
| Periode        | 1933                      | 1934                      | 1935                     | 1936-1939       | 1937-1939               |                   |                 |

### Jaren veertig
| Het eerste BSA A7-blok in 1947 |

De basis voor de modellen uit de jaren veertig legde ontwerper/constructeur Val Page nog voor zijn vertrek naar Ariel. Toen Page eind 1937 zijn M24 Gold Star presenteerde dacht BSA dat het eindelijk een sterke (28 pk) sportmotor had. Maar tijdens dezelfde motorshow presenteerde Triumph haar Speed Twin, een door Edward Turner ontworpen paralleltwin, die als toermotorfiets 27 pk leverde en 74 pond kostte, terwijl de BSA meer dan 82 pond kostte. Page kreeg meteen opdracht om ook een BSA-paralleltwin te bouwen. Hij maakte de tekeningen, maar kwam door zijn vertrek in 1939 niet meer aan de productie toe. 

#### Tweede Wereldoorlog
Tijdens de Tweede Wereldoorlog draaide BSA volop oorlogsproductie en er werd zeven dagen per week gewerkt. Men produceerde machinegeweren, snelvuurkanonnen, luchtdoelraketten, affuiten, antitankgeweren en gewone geweren. Daarnaast ook de 125.000 BSA W-M20 motorfietsen die als militaire modellen waren gekozen. Men moest ook nog de verloren motorfietsen door de evacuatie uit Duinkerke vervangen, maar ook de juist opgerichte Local Defence Volunteers (later bekend als de Home Guard) van motorfietsen en wapens voorzien. De fabriek werd tijdens het bombardement op Coventry (14 november 1940) gebombardeerd waarbij 53 doden en 89 gewonden vielen. Uiteraard viel de productie van luxe modellen en sportmotoren stil, maar omdat BSA meerdere fabrieken had kon de productie van de militaire BSA W-M20 snel weer worden opgestart. De Triumph-fabriek werd ook verwoest. Dat merk moest een nieuwe fabriek in Meriden bouwen. Daarom kon het de 350cc-Triumph 3TW niet leveren. Het War Office bestelde daarom 80.000 exemplaren van de 350cc-Matchless G3/L. BSA leverde meer dan 125.000 W-M20's. 

#### Overname van Sunbeam en Ariel
Omdat Associated Motor Cycles (eigenaar van Matchless, AJS en Sunbeam) haar productielijnen in Woolwich hard nodig had, werd Sunbeam in 1943 verkocht aan BSA. In 1944 verkocht Jack Sangster (eigenaar van Triumph en van Ariel) het merk Ariel aan BSA. Binnen de BSA-groep bleven deze merken zelfstandig bestaan.
Ondanks de oorlog werd er in de BSA-fabrieken toch nog gewerkt aan nieuwe ontwikkelingen. Herbert Parker en David Munro bouwden zelfs enkele prototypen van de paralleltwin, die later als BSA A7 op de markt zou komen. Op basis van de B29 Silver Sports en het militaire prototype W-B30 werd de 350cc-B31 ontwikkeld.
In 1945 werden de 250cc-modellen C10 en C11 en de 350cc-BSA B31 al geleverd en in 1946 volgden de 500- en 600cc-zijkleppers M20 en BSA M21.

#### Ontwikkelingen
De eerste machines van na de oorlog werden nog zonder achtervering geleverd. Vanaf 1949 konden klanten ook kiezen voor plunjervering, maar die werd niet erg populair. De veerweg was slechts enkele centimeters, ze was ongedempt en de veren werden niet altijd gelijkmatig ingedrukt, waardoor het achterwiel scheef kwam te staan. Sportieve rijders en terreinrijders gaven de voorkeur aan een star achterframe. De plunjervering werd wel verbeterd, maar in 1954 vervangen door een swingarm.

#### Bert Hopwood
Bert Hopwood kwam in 1948 als hoofdconctructeur van Norton naar BSA. Hopwood was een oud-leerling van Valentine Page en van Edward Turner. Met hen beiden had hij aan de Ariel Square Four gewerkt en samen met Turner ook nog aan de Triumph Speed Twin. Na een ruzie met Turner had hij in 1947 een jaar bij Norton gewerkt en nu kwam hij met al die kennis en ervaring naar BSA. Hij begon meteen te werken aan de nieuwe 650cc-BSA A10. Die machine kreeg een nieuwe, nog beter gekoelde cilinderkop, nieuwe carterdeksels, aluminium drijfstangen, een nieuwe krukas en een nieuwe tuimelaarhuis. 
Bantam-serie (125 cc 1948-1965)
Na de Tweede Wereldoorlog kwam de DKW-fabriek in de Sovjet-bezettingszone in Duitsland te liggen. DKW raakte echter niet alleen haar fabriek kwijt. De blauwdrukken van de DKW RT 125 werden als onderdeel van de herstelbetalingen aan de geallieerden overgedragen. Zo ontstonden de Oost-Duitse MZ RT 125, de Poolse Sokól M01 en WSK 125, de Russische Kosmos 125, de Tsjecho-Slowaakse CZ 125 B, de Amerikaanse Harley-Davidson Hummer, de Wit-Russische Minsk M1A en de Britse BSA Bantam D1. BSA bouwde zijn kopie van de DKW RT 125 in een bijna compleet spiegelbeeld. Hoewel bronnen soms melden dat dit was om het kopieerwerk te maskeren, is het logischer dat BSA de machine aanpaste aan de Britse manier van bouwen. Vrijwel alle Britse motorfietsen schakelden rechts en remden links. Op het Europese vasteland was dat anders. Daar zat het schakelpedaal links en het rempedaal rechts. Door in spiegelbeeld te bouwen werd dat probleem opgelost. Het carter was ook in spiegelbeeld gebouwd, maar cilinder en cilinderkop niet. Ook was de Webbvork van de DKW, die geveerd was met rubber bandjes, vervangen door een ongedempte telescoopvork. In de eerste jaren werd de Bantam D1 alleen als civiele versie en als BSA Bantam D1 GPO voor telegrambezorgers van de Britse posterijen geleverd. Hoewel ze uiteindelijk veel vermogen tekort kwamen ten opzichte van de nieuwe Japanse machines, bleven ze tot 1963 in productie.
B31-serie (350 cc 1945-1959)
De BSA B31 was gebaseerd op de vooroorlogse BSA B29 Silver Sports en de militaire W-B30. Het belangrijkste verschil was de toepassing van een telescoopvork naar het voorbeeld van de AMC-teledraulic-vork die tijdens de oorlog al op de Matchless G3/L was gebruikt. Verder had de machine nu een deegroluitlaat in plaats van de fishtail pipe van de Silver Star en waren de haarspeld-klepveren vervangen door schroefveren. De BSA B32 Competition kwam in januari 1946 op de markt. Het was een terreinmotor, een begrip dat toen nog ruim werd opgevat. Ze kon worden ingezet voor enduro (toen nog "Trial" genoemd) en motorcross. Als terreinmotor had ze een 21 inch voorwiel en een 19 inch achterwiel, een wide-ratio-versnellingsbak, een beschermplaat onder het carter en een swept back-uitlaat. Omdat voor wedstrijden de verlichting verwijderd kon worden kon in plaats van de magdyno ook een enkele ontstekingsmagneet worden gebruikt. BSA ging bij wijzigingen interne benamingen gebruiken. Zo was de eerste B31 officieel de "XB31", later gevolgd door "YB31", "ZB31", "BB31" en "GB31". Bij de B31 en B32 waren deze interne namen niet belangrijk, maar bij de latere Gold Stars werden ze wel gebruikt. De 350cc-versies hoorden ook bij de B31-serie. In 1949 verscheen de eerste, de BSA ZB34GS Gold Star, die naar wens van de klant kon worden op/omgebouwd als sportmotor, enduromotor of crossmotor. De 350cc-Gold Stars werden geleverd tot 1962.
B33-serie (500 cc 1947-1960)
De 500cc-B33 was niet gebaseerd op een vooroorlogs model, maar op de 350cc-B31. Beide modellen leken dan ook erg op elkaar. De nieuwe ontwikkelingen gedurende de hele productieperiode werden steeds eerst op de B31/B32 toegepast en daarna pas op de B33/B34 Competition. In de jaren veertig kwamen er nog geen B33-Gold Stars. 
A7-serie (500 cc 1947-1962)
Het ontwerp van Val Page van de BSA A7 had tijdens de oorlog niet zomaar op de plank gelegen. Herbert Parker werkte eraan verder en er werd een aantal prototypen gebouwd. In september 1946 werd de eerste machine naar Parijs gevlogen om daar gepresenteerd te worden met de slogan: "It's time YOU had a BSA!". In 1947 kwam ze op de markt. De vernieuwingen die Bert Hopwood op de BSA A10 had aangebracht, paste hij in 1949 ook toe op de BSA A7S Star Twin. Deze machine kreeg dus ook plunjervering en in eerste instantie twee Amal-carburateurs. In deze uitvoering werd de Star Twin alleen in 1949 en 1950 (naast de standaard A7) gebouwd. De A7 was het toermodel, de A7S Star Twin het sportmodel.

#### Modellenoverzicht jaren veertig
| 125cc-Model    | Bantam D1         | Bantam D1 GPO |           |           |                 |                  |           |           |               |
| -------------- | ----------------- | ------------- | --------- | --------- | --------------- | ---------------- | --------- | --------- | ------------- |
| Cilinderinhoud | 123,2 cc          | 123,2 cc      |           |           |                 |                  |           |           |               |
| Periode        | 1948-1955         | 1948-1952     |           |           |                 |                  |           |           |               |
| 250cc-Model    | C11               | W-C11         | C10       | C10       | C11             |                  |           |           |               |
| Cilinderinhoud | 249,4 cc          | 249,4 cc      | 249,4 cc  | 249,4 cc  | 249,4 cc        |                  |           |           |               |
| Periode        | 1939-1941         | 1940          | 1940-1941 | 1945-1953 | 1945-1953       |                  |           |           |               |
| 350cc-Model    | B29 Silver Sports | C12           | W-B30     | B31       | B32 Competition | ZB32GS Gold Star |           |           |               |
| Cilinderinhoud | 348,4 cc          | 348,4 cc      | 348,4 cc  | 348,4 cc  | 348,4 cc        | 348,4 cc         |           |           |               |
| Periode        | 1940              | 1940          | 1940-1941 | 1945-1959 | 1946-1957       | 1949-1952        |           |           |               |
| 500cc-Model    | M23 Silver Star   | M20           | W-M20     | M20       | B34 Competition | B33              | A7        | M33       | A7S Star Twin |
| Cilinderinhoud | 496,4 cc          | 496,4 cc      | 496,4 cc  | 496,4 cc  | 499,4 cc        | 499,4 cc         | 495,1 cc  | 499,4 cc  | 495,1 cc      |
| Periode        | 1939-1940         | 1940          | 1940-1945 | 1946-1963 | 1947-1957       | 1947-1960        | 1947-1950 | 1948-1957 | 1949-1950     |
| 600cc-Model    | M21               |               |           |           |                 |                  |           |           |               |
| Cilinderinhoud | 591,5 cc          |               |           |           |                 |                  |           |           |               |
| Periode        | 1939-1963         |               |           |           |                 |                  |           |           |               |

### Jaren vijftig
| Roland Pike experimenteerde in 1952 al met swingarm-achtervering op zijn ZB32GS Gold Star.                                                                    |
| Hoewel de B33-motor door Bert Hopwood was doorontwikkeld, droeg hij nog steeds de uiterlijke kenmerken van Val Page.                                          |
| Zo'n 250cc-Honda Dream zag er misschien niet erg sportief uit, maar was met zijn 18 pk, startmotor en elektrische richtingaanwijzers een geduchte concurrent. |

In de jaren vijftig groeide het modellenaanbod van BSA enorm. De B31 en B33 bleven in productie en de daarvan afgeleide Gold Stars werden enorm populair. In de 350cc-Clubmans Junior TT die van 1953 tot en met 1956 verreden werd wonnen uitsluitend BSA Gold Stars en in de 500cc-Clubmans Senior TT gebeurde dat vanaf 1954 ook. Ook de zijkleppers M20 en M21 bleven in gebruik als zijspantrekker. De 250cc-BSA C-serie werd uitgerust met een telescoopvork en met de komst van de C12 ook met een swingarm. Met de komst van de BSA C15 Star in 1958 kwam er feitelijk een geheel vernieuwde motorfiets. De motor was helemaal nieuw, met een boring van 67 mm en een slag van 70 mm en een unit construction-blok, waarbij de versnellingsbak deel uitmaakte van het motorblok. Hoewel de 125cc-Bantam D1 gewoon in productie bleef, werd de serie in 1954 uitgebreid met de 150cc-Bantam D3 en in 1958 met de 175cc-Bantam D5. 

#### Overname van New Hudson en Triumph
In 1950 nam BSA New Hudson over. Het was eigenlijk meer een naam die werd overgenomen, want New Hudson produceerde remonderdelen, veren en schokdempers onder de naam Girling en daarnaast nog een 98cc-autocycle met Villiers-tweetaktmotor. Veel belangrijker was de verkoop door Jack Sangster van zijn merk Triumph aan BSA. Dat betekende niet dat er werd samengewerkt. Triumph en BSA bleven aparte merken die afzonderlijk van elkaar produceerden, maar de BSA-groep werd de grootste producent van motorfietsen ter wereld.

#### Dreiging uit Japan
Eind jaren vijftig kwamen de eerste Honda's op de Europese en de Amerikaanse markt. Over de 50cc-Super Cub C 100 hoefden de Britten zich geen zorgen te maken. 50cc-modellen werden in het Verenigd Koninkrijk nauwelijks verkocht en BSA leverde ze ook niet. De 250cc-Honda C 70 Dream was echter een rechtstreekse concurrent voor de 250cc-modellen. Hij leverde 18 pk en had een startmotor en elektrische richtingaanwijzers en met zijn tweecilinderviertaktmotor haalde hij 120 km/uur. Dat was de reden voor de ontwikkeling van de BSA C15 Star.

#### De Amerikaanse markt
In de jaren vijftig werd door de belangrijkste Britse merken een concurrentieslag gevoerd op de Amerikaanse markt. BSA had twee importeurs: Hap Alzina in Oakland (Californië) voor de Westkust en BSA Incorporated in Nutley (New Jersey) voor de Oostkust. Zij zochten vooral snelle motorfietsen voor de desert races in de Mojavewoestijn en in Mexico en de Daytona 200 in Daytona Beach (Florida). Harley-Davidson voorzag eigenlijk niet in sportmotoren, maar het werd wel beschermd door de American Motorcyclist Association, die voor wegrace en dirttrack 750cc-zijklepmotoren toestond, maar kopklepmotoren mochten maar 500 cc meten. De Harley-Davidson XR 750 had uiteraard een zijklepmotor. Alzina zette een raceteam met twee BSA A7's en vier Gold Stars op en Bobby Hill won de Daytona 200 van 1954 met een A7SS Shooting Star. Ook de tweede plaats was voor een Shooting Star en de volgende drie plaatsen voor een Gold Star. De komst van de 650cc-Triumph 6T Thunderbird in 1949 noopte BSA tot de ontwikkeling van de BSA A10. 
Winged Wheel (35 cc 1953-1955)
Het BSA Winged Wheel verscheen in 1953. Het was een gemotoriseerd achterwiel dat zonder veel problemen in een fiets kon worden gemonteerd, als alternatief goedkoop vervoermiddel. 
Dandy (70 cc 1956-1962)
BSA was al rond 1940 begonnen met de "BSA Dinghy"-scooter, maar door de oorlogsproductie kwam die model nooit op de markt. In 1956 kwam de 70cc-BSA Dandy, een soort tussenweg tussen bromfiets en scooter. De machine was overduidelijk gericht op vrouwelijke klanten. Er werden er ongeveer 17.000 gebouwd tot de productie in 1962 stopte.
MC1 (250 cc 1953-1954)
Sinds het mislukte optreden tijdens de Senior TT van 1921 op het eiland Man, waar alle vier de deelnemende BSA's uitvielen, had BSA nooit meer een echte racemotor gebouwd. In 1948 kwam ingenieur Bert Hopwood van Norton naar BSA. Hoewel hij slechts een jaar bij Norton had gewerkt, had hij daar wel de ontwikkeling van de Norton Manx-racers meegemaakt. Bij BSA ging hij meteen aan de slag met de ontwikkeling van de BSA A10 Golden Flash en de verbetering van de A7, maar hij begon ook met het ontwerp van een 250cc-eencilinder wegracer, dat hij toen al MC1 doopte.
In 1949 volgde de jonge Doug Hele hem van Norton naar BSA. Hele had samen met de Poolse ingenieur Leo Kusmicki aan de Norton Manx en de eerste featherbed frames gewerkt. Hij werd door hoofdingenieur Hopwood op het MC1-project gezet in bouwde in 1950 een eerste prototype. Geoff Duke, die sinds 1953 al in dienst van Gilera reed, was bijzonder geïnteresseerd in de ontwikkeling van de BSA en werkte er graag aan mee. Duke had zoveel vertrouwen in de machine, dat hij voorstelde om zichzelf in te schrijven voor de Lightweight 250 cc TT van 1955. Hij zou dat doen onder de merknaam "GDS" (Geoff Duke Special). De directie van BSA was echter nog steeds bang voor gezichtsverlies. Ze eisten van Doug Hele de garantie dat de machine een race op Silverstone zou winnen. Die garantie kon Hele onmogelijk geven. Daarop werd het hele project beëindigd. 
A10-serie (650 cc 1950-1963)
In 1948 kwam Bert Hopwood als hoofdconstructeur naar BSA. Hopwood, een oud-leerling van Val Page, had enorm veel ervaring met paralleltwins. Bij Triumph had hij samen met Edward Turner de Speed Twin ontwikkeld en in zijn ene jaar bij Norton ontwierp hij de Norton Dominator. Hij begon meteen met de ontwikkeling van de 650cc-BSA A10. Hij maakte daarbij deels gebruik van elementen van de BSA A7, zoals de opbouw van motor en frame en de semi-unit-versnellingsbak. In 1954 stapte hij hier weer vanaf en monteerde een pre-unit-versnellingsbak. Andersom kreeg de A7 ook elementen van de nieuwe A10, zoals een beter gekoelde cilinderkop, nieuwe carterdeksels, aluminium drijfstangen, een nieuwe krukas en een nieuw tuimelaarhuis. De BSA A10 Golden Flash bleef tot 1961 het toermodel maar in 1953 kwam de A10SF Super Flash als sportmotor, gevolgd door de A10R Road Rocket en de A10R Super Rocket. De A10S Spitfire Scrambler uit 1957 was bedoeld voor de desert races.
Sunbeam scooters (1959-1965)
In 1956 was voormalig Triumph-directeur en topconstructeur Edward Turner directeur van de BSA-groep geworden. Hij had al plannen voor de productie van een echte scooter en gaf meteen opdracht om die door te ontwikkelen. Het was voor het eerst dat bij de BSA-groep badge-engineering werd toegepast, want de scooter zou als BSA Sunbeam en als Triumph Tigress worden uitgebracht. Er kwamen drie modellen: de Sunbeam BS1 met de 175cc-tweetaktmotor van de BSA Bantam en de BS2 en de BS2/S met een 250cc-kopklepmotor. De scooterrage liep echter al op haar eind en de markt was verzadigd met Vespa's en Lambretta's die in Engeland zelfs in licentie werden geproduceerd. De productie van de BS1 eindigde in 1965 en die van de BS2 en BS2/S in 1964.
Gold Stars
In de eerste helft van de jaren vijftig waren de BSA Gold Stars nog universeel. Wie wilde crossen, racen of trialrijden kon aanpassingen uit de catalogus bestellen van een bestaand basismodel. In de tweede helft werden meer gespecialiseerde modellen gebouwd, zoals de DB34GS Gold Star Daytona-wegracer, de DB34GS Gold Star Flat Tracker-dirttrackracer en later de DBD34GS Gold Star Scrambler-crossmotor. Constructeur Jack Amott en de coureurs Bill Nicholson en Roland Pike (inmiddels hoofd van de ontwikkelingsafdeling) werkten hard om de Gold Stars steeds sneller te maken. De komst van de DBD-modellen had echter een groot nadeel: de normale "klantenmachines" waren zo hoog opgevoerd dat normaal en vooral comfortabel rijden niet meer mogelijk was. In de Rocker-scene en bij clubmanracers was de echter machine nog steeds populair, naast de Triumph 6T Thunderbird die door Marlon Brando in de film The Wild One was gebruikt.

#### Modellenoverzicht jaren vijftig
| 35cc-Model     | Winged Wheel                   |                            |                              |                               |                             |           |
| -------------- | ------------------------------ | -------------------------- | ---------------------------- | ----------------------------- | --------------------------- | --------- |
| Cilinderinhoud | 35 cc                          |                            |                              |                               |                             |           |
| Periode        | 1953-1955                      |                            |                              |                               |                             |           |
| 70cc-Model     | Dandy                          |                            |                              |                               |                             |           |
| Cilinderinhoud | 70 cc                          |                            |                              |                               |                             |           |
| Periode        | 1956-1962                      |                            |                              |                               |                             |           |
| 125cc-Model    | Bantam D1                      | Bantam D1 GPO              | Bantam D1 Competition        | Bantam BD1                    |                             |           |
| Cilinderinhoud | 123,2 cc                       | 123,2 cc                   | 123,2 cc                     | 123,2 cc                      |                             |           |
| Periode        | 1948-1963                      | 1948-1955                  | 1951-1955                    | 1950-1954                     |                             |           |
| 150cc-Model    | Bantam D3 Major                | Bantam D3 Competition      | Bantam D3 GPO                |                               |                             |           |
| Cilinderinhoud | 148,0 cc                       | 148,0 cc                   | 148,0 cc                     |                               |                             |           |
| Periode        | 1954-1957                      | 1954-1957                  | 1954                         |                               |                             |           |
| 175cc-Model    | BSA Bantam D5 Super            | Sunbeam BS1                | Bantam D7 Super              |                               |                             |           |
| Cilinderinhoud | 172,3 cc                       | 172,3 cc                   | 172,3 cc                     |                               |                             |           |
| Periode        | 1958                           | 1959-1965                  | 1959-1966                    |                               |                             |           |
| 250cc-Model    | C10                            | C11                        | MC1                          | C10 L                         | C11 G                       |           |
| Cilinderinhoud | 249,4 cc                       | 249,4 cc                   | 248,2 cc                     | 249,4 cc                      | 249,4 cc                    |           |
| Periode        | 1945-1953                      | 1945-1953                  | 1953-1954                    | 1953-1957                     | 1954-1956                   |           |
| 250cc-Model    | C12                            | C15 S Scrambler            | C15 T Trials                 | Sunbeam BS2                   | Sunbeam BS2/S               | C15 Star  |
| Cilinderinhoud | 249,4 cc                       | 249,4 cc                   | 249,4 cc                     | 249,3 cc                      | 249,3 cc                    | 249,4 cc  |
| Periode        | 1956-1959                      | 1958                       | 1959-1960                    | 1959-1964                     | 1959-1964                   | 1959-1967 |
| 350cc-Model    | B31                            | B32 Competition            | ZB32GS Gold Star             | BB32GS Gold Star              |                             |           |
| Cilinderinhoud | 348,4 cc                       | 348,4 cc                   | 348,4 cc                     | 348,4 cc                      |                             |           |
| Periode        | 1945-1959                      | 1946-1957                  | 1949-1952                    | 1953-1956                     |                             |           |
| 350cc-Model    | CB32GS Gold Star               | B32 Alloy Clipper          | DB32GS Gold Star             |                               |                             |           |
| Cilinderinhoud | 348,4 cc                       | 348,4 cc                   | 348,4 cc                     |                               |                             |           |
| Periode        | 1954-1955                      | 1954-1957                  | 1956-1962                    |                               |                             |           |
| 500cc-Model    | M20                            | B34 Competition            | B33                          | M33                           | A7S Star Twin               |           |
| Cilinderinhoud | 496,4 cc                       | 499,4 cc                   | 499,4 cc                     | 499,4 cc                      | 495,1 cc                    |           |
| Periode        | 1946-1963                      | 1947-1957                  | 1947-1960                    | 1948-1957                     | 1949-1950                   |           |
| 500cc-Model    | ZB34GS Gold Star               | A7S Star Twin              | A7                           | BB34GS Gold Star              | CB34GS Gold Star            |           |
| Cilinderinhoud | 499,4 cc                       | 496,8 cc                   | 496,8 cc                     | 499,4 cc                      | 499,4 cc                    |           |
| Periode        | 1950-1952                      | 1951-1954                  | 1951-1962                    | 1953-1956                     | 1954-1955                   |           |
| 500cc-Model    | CB34GS Gold Star Clubman       | CB34GS Gold Star Daytona   | B34 Alloy Clipper            | A7SS Shooting Star            | DB34GS Gold Star            |           |
| Cilinderinhoud | 499,4 cc                       | 499,4 cc                   | 499,4 cc                     | 496,8 cc                      | 499,8 cc                    |           |
| Periode        | 1954-1955                      | 1954-1955                  | 1954-1957                    | 1954-1962                     | 1956                        |           |
| 500cc-Model    | DB34GS Gold Star Catalina      | DB34GS Gold Star Clubman   | DB34GS Gold Star Daytona     | DB34GS Gold Star Flat Tracker | DBD34GS Gold Star Daytona   |           |
| Cilinderinhoud | 499,4 cc                       | 499,4 cc                   | 499,4 cc                     | 499,4 cc                      | 499,4 cc                    |           |
| Periode        | 1956                           | 1956                       | 1956                         | 1956                          | 1957                        |           |
| 500cc-Model    | DBD34GS Gold Star Flat Tracker | DBD34GS Gold Star Catalina | DBD34GS Gold Star Road Racer | DBD34GS Gold Star Clubman     | DBD34GS Gold Star Scrambler |           |
| Cilinderinhoud | 499,4 cc                       | 499,4 cc                   | 499,4 cc                     | 499,4 cc                      | 499,4 cc                    |           |
| Periode        | 1957                           | 1957-1960                  | 1957-1960                    | 1957-1963                     | 1957-1963                   |           |
| 600cc-Model    | M21                            |                            |                              |                               |                             |           |
| Cilinderinhoud | 591,5 cc                       |                            |                              |                               |                             |           |
| Periode        | 1939-1963                      |                            |                              |                               |                             |           |
| 650cc-Model    | A10 Golden Flash               | A10SF Super Flash          | A10R Road Rocket             | A10S Spitfire Scrambler       | A10R Super Rocket           |           |
| Cilinderinhoud | 645,5 cc                       | 645,5 cc                   | 645,5 cc                     | 645,5 cc                      | 645,5 cc                    |           |
| Periode        | 1950-1961                      | 1953-1954                  | 1955-1957                    | 1957-1963                     | 1958-1963                   |           |

### Jaren zestig
| De motor van de B40 leek veel op die van de 250cc-C15 |
| Ook de 441cc-B44 was nog afgeleid van de C15. |
| De A7 had een distributiecarter met naar rechts (de voorkant) een ketting om de dynamo aan te drijven en naar links (de achterkant) een tandwieltrein om de ontstekingsmagneet aan te drijven. |
| De A50/A65-motor was veel strakker afgewerkt en had een geïntegreerde versnellingsbak |

In de jaren zestig begon de druk uit Japan op de Britse motorfietsmarkt steeds groter te worden, maar ook van het vasteland van Europa. BMW bracht niets nieuws in afwachting van de levensvatbaarheid van haar motorfietsen, maar Laverda bracht eind 1966 de Laverda SF 650 en de Laverda SF 750 en Moto Guzzi kwam in 1967 met haar Moto Guzzi V7. De komst van de Honda CB 450 in 1965 zette druk op de Britse 500cc-een- en tweecilinders maar de grootste klap kwam met de Honda CB 750 K0 in 1969. De 350cc-B31 was in 1959 uit productie gegaan en werd pas in 1961 opgevolgd door de BSA B40 Star. De zijspantrekkers M20 en M21 werden tot 1963 geproduceerd, de eencilinder B33 verdween in 1960 zonder opvolging. De BSA Bantam-serie werd gemoderniseerd, maar ze bestond na 1963 alleen nog uit 175cc-modellen. De 500cc-BSA A7-serie eindigde in 1962, toen de opvolger A10 al op de markt was. De BSA Dandy-scooter verdween ook na 1962 en de BSA Sunbeam-scooters in 1965. De 250cc-BSA C15 bleef tot 1968 en werd opgevolgd door de BSA B25-serie. Toen Lucas Industries begin jaren zestig de productie van ontstekingsmagneten en magdyno's beëindigde was BSA gedwongen haar modellen om te bouwen naar accu-bobine-ontsteking. Voor de meeste modellen was dat de moeite waard, maar de Gold Stars gingen uit productie. 
K1 Beagle/Starlite (75 cc 1963-1965)
Na het mislukken van de 70cc-BSA Dandy wilde Edward Turner een nieuwe poging doen om een licht motorfietsje in de Verenigde Staten tegenover de Honda 50 te zetten. Hij ontwikkelde en 50cc-viertaktmotortje voor de Ariel Pixie en dat werd vergroot tot 75 cc om de BSA K1 Beagle te bouwen. In de Verenigde Staten werd de machine als "K1 Starlite" uitgebracht, maar ondanks dwang van de importeurs aan de dealers om de machines af te nemen kwam de Starlite niet van de grond en na twee jaar werd de productie beëindigd. 
Bantam-serie (175 cc 1959-1971)
De BSA Bantam D7 Super was al in 1959 op de markt gekomen als opvolger van de Bantam D5, maar echt vernieuwend was de machine niet en het vermogen van 7,4 pk was ook niet indrukwekkend. Toen in 1964 de Honda C 160 op de markt kwam leverde die al ten minste 15 pk. De Amerikaanse importeur Hap Alzina zag been in lichte opstapmodellen nu Honda de American Honda Motor Company in Los Angeles had opgezet en de Amerikaanse markt overspoelde met lichte motorfietsen. Op zijn verzoek werden de Bantam D7 Trail Bronc en de 175 Flash uitgebracht. Met de komst van de D10 Bantam Supreme steeg het vermogen naar 10 pk. Er kwam geen Amerikaans model. Dat was ook zinloos geweest na het uitbrengen van de 18pk-sterke Honda CL 175. In 1968 volgden de 12,8pk-sterke Bantam D13 en D14/4 (de laatste met 4 versnellingen). De Bantam D14/4 zat zo vol met constructiefouten dat ze al na zeven maanden uit productie werd genomen. Er volgden nog nieuwe modellen onder de namen Bantam B175 en Bantam D175 die tot 1971 bleven.
C15 (250 cc 1959-1968)
Het laatste model van de 250cc-BSA C-serie, de C15 Star, werd al in 1959 gepresenteerd en kreeg in deze periode een zeer groot aantal afgeleide modellen. Aanvankelijk leverde de machine slechts 15 pk, maar dat groeide naar 20 pk en uiteindelijk, met de C15 Starfire in 1967 tot 26 pk. De serie kende toer-, sport-, enduro- en crossmotoren en ook "Farm bikes" voor de uitgestrekte Australische schapenfarms en Amerikaanse ranches. Het C15-motorblok zou model staan voor de BSA B40-serie, voor de 421cc-crossmotor waarmee Jeff Smith in 1964 en 1965 wereldkampioen werd en daarna ook voor de B44-serie en de B50-serie.
B25-serie (250 cc 1967-1971)
Met de komst van de B25 Starfire in 1967 werden de 250cc-machines nog een keer opgewaardeerd met een moderner kleurenschema en een sterkere motor. Voor de Verenigde Staten werd in 1969 de B25S Starfire met een nog sterkere (26 pk) motor uitgebracht. 
B40-serie (350 cc 1959-1968)
Met de komst van de 305cc-CB 77 Super Sport die 28 pk leverde moest BSA actie ondernemen, want de laatste versie van de B31 leverde slechts 17 pk. De Britten moesten dus wel iets doen, maar hun mogelijkheden waren begrensd. De B31 had een lange slag-motor met een boring van 71 mm en een slag van 88 mm en dateerde feitelijk uit 1932. De lange slag maakte hoge toerentallen onmogelijk en dat kostte vermogen. Men besloot dus om die motor niet verder te ontwikkelen, maar in plaats daarvan de 250cc-motor van de BSA C15 op te boren. Die had een unit construction-blok met een boring van 67 mm en een slag van 70 mm, maar door de boring op 79 mm te brengen kwam de cilinderinhoud op 343,1 cc. De BSA B40 Star was de zwaarste eencilinder die BSA nog aanbood. De Gold Stars waren uit productie gegaan en de 500cc-machine was de A7-paralleltwin. De basisuitvoering van de B40 leverde 21 pk, maar de B40 SS90 Sports Star kwam op 24 pk, net als de Amerikaanse modellen B40 SS90 Sportsman en B40 Super Sport. Vanaf 1965 werden speciale B40's ontwikkeld voor de politie maar ook voor diverse krijgsmachten. Naast het Britse leger waren ook Australië, Jordanië en Denemarken klant. 
B44-serie (441 cc 1966-1970)
In 1960 had constructeur Brian Martin al een 250cc-crossmotor gebouwd door een BSA C15 van de productielijn te halen en om te bouwen. Daarna vergrootte Martin het 350cc-blok van de BSA B40 (dat ook was afgeleid van de C15) tot 421 cc waardoor er een crossmotor voor de 500cc-klasse ontstond. Met deze machine werd Jeff Smith wereldkampioen in 1964 en 1965. Toen de Gold Stars in 1963 verdwenen hadden amateurcrossers niet meer de beschikking over BSA-machines. Ze konden alleen beschikken over de 500cc-tweecilinder A50W Wasp, die wel geschikt was voor de Amerikaanse Desert Races, maar veel te zwaar voor de motorcross. Daarom verscheen in 1966 de BSA B44 Victor GP, die een 441cc-motor had met de boring (79 mm) van de BSA B40 en een verlengde slag. In 1966 werd de serie uitgebreid met een enduro-versie en een roadster en in 1968 kwam er een sportmodel, de B44SS Shooting Star.
A50-serie (500cc 1962-1970)
Toen de motoren moesten worden omgebouwd naar accu-bobine-ontsteking besloot Bob Fearon, algemeen directeur van BSA, om de paralleltwins A7 en A10 helemaal te herzien en ook te voorzien van een unit construction-motor. Ook de boring/slagverhouding werd gewijzigd en het vermogen van de A7 werd bij de nieuwe A50 Star verhoogd naar 35 pk. Dat was belangrijk voor de concurrentiestrijd tussen de Britse tweecilinders in de Verenigde Staten. De A50R Royal Star kreeg een 12 volt-installatie en ook een hogere compressieverhouding. Er kwamen snelle terreinmotoren voor de Amerikaanse markt en clubmanracers voor de Britse markt. In 1966 werd de productie beëindigd, maar de A50W Wasp-crossmotor bleef tot 1967 in productie. De A50-serie had een slechte naam gekregen door problemen en het rollager aan de distributiezijde.
A10-serie (650 cc 1950-1963)
De laatste machine van de BSA A10-serie was de A10RGS Rocket Gold Star. De BSA A65-serie was toen al uitgebracht, maar voorzag nog niet in een sportmotor. Die taak nam de A10RGS Gold Star op zich. Ze had het frame van de BSA DBD34GS Gold Star Clubman. Het blok was in principe gelijk aan dat van de A10R Super Rocket, die ook nog in productie was, maar de motoren die op de rollerbank het sterkst bleken werden in de A10RGS gemonteerd.
A65-serie (650 cc 1962-1972)
Ook de BSA A65-serie kreeg de wijzigingen van de A50-serie en het eerste model, de BSA A65 Star, was op de kleur na uiterlijk identiek aan de A50 Star. De A65-serie was echter veel uitgebreider omdat deze 650cc-modellen op de hele wereld concurreerden tegen andere Britse merken (inclusief Triumph dat ook bij de BSA-groep hoorde). Ze bestond uit toer- en sportmodellen, terreinmotoren en clubmanracers. 
A75 Rocket 3 (750 cc 1968-1972)
Binnen de BSA-groep hadden constructeurs al heel lang motorfietsen met meer dan twee cilinders willen maken. Bert Hopwood wilde dat al in de jaren veertig, maar werd tegengehouden door Edward Turner. Toen Hopwood (op verzoek van Turner) in 1961 directeur van Triumph werd, gaf hij Doug Hele opdracht om een driecilinder te ontwikkelen, maar opnieuw spak Turner zijn veto hierover uit. In 1964 begon men opnieuw met de ontwikkeling van een driecilinder en dat leidde zelfs tot prototype, de Triumph P1 en P2 maar door discussies over het ontwerp bloedde het project dood. Na afloop van een bestuursvergadering in 1968 merkte een deelnemer terloops over Honda op: "They're building a four cilinder, you know". De vergadering werd meteen hervat, en Hopwoods plannen voor een 750cc-driecilinder kwamen uit de kast. De driecilinders werden nu in hoog tempo doorontwikkeld, maar men bleef bij beide merken vasthouden aan een "eigen gezicht" en de driecilinders werden twee versies in productie genomen: de Triumph Trident en de BSA Rocket 3. De machines hadden verschillende blokken: bij de Triumph stonden de cilinders rechtop, bij de BSA helden ze 10° voorover. Dat maakte de productie onnodig duur. Bovendien had de BSA-groep haar eigen ontwerp flink overschat. In eerste instantie was de pers nog positief, maar toen de Honda CB 750 verscheen konden de machines de vergelijking niet aan. De Honda was soepeler, sterker en had een startmotor en elektrische richtingaanwijzers. De BSA Rocket 3 verdween in 1972, de Triumph Trident in 1975. 

#### Modellenoverzicht jaren zestig
| 70cc-Model     | Dandy                     |                              |                             |                            |                              |                    |
| -------------- | ------------------------- | ---------------------------- | --------------------------- | -------------------------- | ---------------------------- | ------------------ |
| Cilinderinhoud | 70 cc                     |                              |                             |                            |                              |                    |
| Periode        | 1956-1962                 |                              |                             |                            |                              |                    |
| 75cc-Model     | K1 Beagle                 | K1 Starlite                  |                             |                            |                              |                    |
| Cilinderinhoud | 74,8 cc                   | 74,8 cc                      |                             |                            |                              |                    |
| Periode        | 1963-1965                 | 1963-1965                    |                             |                            |                              |                    |
| 125cc-Model    | Bantam D1                 | Bantam D1 GPO                |                             |                            |                              |                    |
| Cilinderinhoud | 123,2 cc                  | 123,2 cc                     |                             |                            |                              |                    |
| Periode        | 1948-1963                 | 1948-1965                    |                             |                            |                              |                    |
| 175cc-Model    | Sunbeam BS1               | Bantam D7 Super              | Bantam D7 Police            | Bantam D7 Pastoral         | Bantam D7 Trail Bronc        | 175 Flash          |
| Cilinderinhoud | 172,3 cc                  | 172,3 cc                     | 172,3 cc                    | 172,3 cc                   | 172,3 cc                     | 172,3 cc           |
| Periode        | 1959-1965                 | 1959-1966                    | 1963                        | 1965                       | 1965                         | 1966               |
| 175cc-Model    | Bantam D7 De Luxe         | Bantam D7 GPO                | Silver Bantam D7            | Silver Bantam D10          | Bantam D10 GPO               | Bantam D10 Sports  |
| Cilinderinhoud | 172,3 cc                  | 172,3 cc                     | 172,3 cc                    | 172,3 cc                   | 172,3 cc                     | 172,3 cc           |
| Periode        | 1966                      | 1966                         | 1966                        | 1966-1967                  | 1966-1967                    | 1966-1967          |
| 175cc-Model    | Bantam D10 Supreme        | Bantam D10 Bushman           | Bantam D10 Bushman Pastoral | Bantam D13 Bushman         | Bantam D13 Sports            | Bantam D13 Supreme |
| Cilinderinhoud | 172,3 cc                  | 172,3 cc                     | 172,3 cc                    | 172,3 cc                   | 172,3 cc                     | 172,3 cc           |
| Periode        | 1966-1967                 | 1967                         | 1967                        | 1968                       | 1968                         | 1968               |
| 175cc-Model    | Bantam D14/4 Supreme      | Bantam D14/4B Bushman        | Bantam D14/4S Sports        | Bantam B175 Bushman        | Bantam B175 Sports           |                    |
| Cilinderinhoud | 172,3 cc                  | 172,3 cc                     | 172,3 cc                    | 172,3 cc                   | 172,3 cc                     |                    |
| Periode        | 1968-1969                 | 1968-1969                    | 1968-1969                   | 1969                       | 1969                         |                    |
| 175cc-Model    | Bantam D175 Bushman       | Bantam D175 Sports           | Bantam D18                  | Bantam B175                | Bantam D175                  |                    |
| Cilinderinhoud | 172,3 cc                  | 172,3 cc                     | 172,3 cc                    | 172,3 cc                   | 172,3 cc                     |                    |
| Periode        | 1969                      | 1969                         | 1969                        | 1969-1971                  | 1969-1971                    |                    |
| 250cc-Model    | C15 T Trials              | Sunbeam BS2                  | Sunbeam BS2/S               | C15 Star                   | C15 S Starfire Scrambler     |                    |
| Cilinderinhoud | 246,8 cc                  | 249,3 cc                     | 249,3 cc                    | 246,8 cc                   | 246,8 cc                     |                    |
| Periode        | 1959-1960                 | 1959-1964                    | 1959-1964                   | 1959-1967                  | 1960-1965                    |                    |
| 250cc-Model    | C15 T Starfire Trials     | C15 SR Starfire Roadster     | C15 SS80 Sports Star        | C15 FT Trials Pastoral     | C15 Star America             |                    |
| Cilinderinhoud | 246,8 cc                  | 246,8 cc                     | 246,8 cc                    | 246,8 cc                   | 246,8 cc                     |                    |
| Periode        | -1961-1962                | 1961-1965                    | 1961-1965                   | 1963-1965                  | 1963-1965                    |                    |
| 250cc-Model    | C15 T Starfire Trials-Cat | C15 P Police                 | C15 G                       | C15 Sportsman              | C25 Barracuda                |                    |
| Cilinderinhoud | 246,8 cc                  | 246,8 cc                     | 246,8 cc                    | 246,8 cc                   | 246,8 cc                     |                    |
| Periode        | 1963-1965                 | 1963-1967                    | 1966-1967                   | 1966-1967                  | 1967                         |                    |
| 250cc-Model    | C15 Starfire              | B25 Starfire                 | B25 Woodsman                | B25FS Fleetstar            | B25S Starfire                |                    |
| Cilinderinhoud | 246,8 cc                  | 246,8 cc                     | 246,8 cc                    | 246,8 cc                   | 246,8 cc                     |                    |
| Periode        | 1967-1968                 | 1967-1970                    | 1968                        | 1969-1970                  | 1969-1971                    |                    |
| 350cc-Model    | DB32GS Gold Star          | B40 Sportsman                | B40 Star                    | BSA B40 Star USA           | B40 SS90 Sports Star         |                    |
| Cilinderinhoud | 348,4 cc                  | 343,1 cc                     | 343,1 cc                    | 343,1 cc                   | 343,1 cc                     |                    |
| Periode        | 1959-1962                 | 1961                         | 1961-1967                   | 1962-1963                  | 1962-1965                    |                    |
| 350cc-Model    | B40 SS90 Sportsman        | B40 Enduro Star              | B40 Police                  | B40 Super Star             | B40 Super Sport              |                    |
| Cilinderinhoud | 343,1 cc                  | 343,1 cc                     | 343,1 cc                    | 343,1 cc                   | 343,1 cc                     |                    |
| Periode        | 1963-1964                 | 1963-1965                    | 1964-1965                   | 1964-1967                  | 1965                         |                    |
| 350cc-Model    | B40 WD GA                 | B40 AWD                      | B40 WD GB                   | B40 Mk2 WD M               | B40 WD GN                    |                    |
| Cilinderinhoud | 343,1 cc                  | 343,1 cc                     | 343,1 cc                    | 343,1 cc                   | 343,1 cc                     |                    |
| Periode        | 1966                      | 1967                         | 1967                        | 1967-1968                  | 1967-1969                    |                    |
| 350cc-Model    | B40 WD GR                 | B40 Mk2 WD GB                | B40 WD GD                   | B40 Mk2 Roughrider         |                              |                    |
| Cilinderinhoud | 343,1 cc                  | 343,1 cc                     | 343,1 cc                    | 343,1 cc                   |                              |                    |
| Periode        | 1967-1970                 | 1968-1970                    | 1968-1970                   | 1969                       |                              |                    |
| 500cc-Model    | M20                       | A7                           | A7SS Shooting Star          | DBD34GS Gold Star Catalina | DBD34GS Gold Star Road Racer |                    |
| Cilinderinhoud | 496,4 cc                  | 499,4 cc                     | 496,8 cc                    | 499,4 cc                   | 499,4 cc                     |                    |
| Periode        | 1946-1963                 | 1947-1960                    | 1954-1962                   | 1957-1960                  | 1957-1960                    |                    |
| 500cc-Model    | DBD34GS Gold Star Clubman | DBD34GS Gold Star Scrambler  | A50 Star                    | A50 Police                 | A50CC Cyclone Competition    |                    |
| Cilinderinhoud | 499,4 cc                  | 499,4 cc                     | 498,7 cc                    | 498,7 cc                   | 498,7 cc                     |                    |
| Periode        | 1957-1963                 | 1957-1963                    | 1962-1964                   | 1964-1965                  | 1964-1965                    |                    |
| 500cc-Model    | A50C Cyclone Road UK      | A50C Cyclone Road USA        | A50CC Cyclone Clubman       | A50R Royal Star            | A50W Wasp                    |                    |
| Cilinderinhoud | 498,7 cc                  | 498,7 cc                     | 498,7 cc                    | 498,7 cc                   | 498,7 cc                     |                    |
| Periode        | 1965                      | 1965                         | 1965                        | 1965-1970                  | 1966-1967                    |                    |
| 500cc-Model    | B44 Victor GP             | B44VE Victor Enduro          | B44VR Victor Roadster       | B44SS Shooting Star        | B44VS Victor Special         |                    |
| Cilinderinhoud | 441,2 cc                  | 441,2 cc                     | 441,2 cc                    | 441,2 cc                   | 441,2 cc                     |                    |
| Periode        | 1966-1967                 | 1966-1968                    | 1966-1970                   | 1968-1970                  | 1969-1970                    |                    |
| 600cc-Model    | M21                       |                              |                             |                            |                              |                    |
| Cilinderinhoud | 591,5 cc                  |                              |                             |                            |                              |                    |
| Periode        | 1939-1963                 |                              |                             |                            |                              |                    |
| 650cc-Model    | A10 Golden Flash          | A10S Spitfire Scrambler      | A10R Super Rocket           | BSA Royal Tourist          | A10RGS Rocket Gold Star      | Gold Star Twin     |
| Cilinderinhoud | 646,5 cc                  | 646,5 cc                     | 646,5 cc                    | 646,5 cc                   | 646,5 cc                     | 646,5 cc           |
| Periode        | 1950-1961                 | 1957-1963                    | 1958-1963                   | 1960-1961                  | 1962-1963                    | 1962-1963          |
| 650cc-Model    | A65 Star                  | Gold Star Spitfire Scrambler | A65T/R Thunderbolt Rocket   | A65 Police                 | A65L/R Lightning Rocket      |                    |
| Cilinderinhoud | 653,8 cc                  | 646,5 cc                     | 653,8 cc                    | 653,8 cc                   | 653,8 cc                     |                    |
| Periode        | 1962-1965                 | 1963                         | 1964                        | 1964-1965                  | 1964-1965                    |                    |
| 650cc-Model    | A65R Rocket               | A65SH Spitfire Hornet        | A65LC Lightning Clubman     | A65L Lightning             | A65S Spitfire MkII           |                    |
| Cilinderinhoud | 653,8 cc                  | 653,8 cc                     | 653,8 cc                    | 653,8 cc                   | 653,8 cc                     |                    |
| Periode        | 1964-1965                 | 1964-1965                    | 1965                        | 1965-1972                  | 1966                         |                    |
| 650cc-Model    | A65H Hornet               | A65T Thunderbolt             | A65S Spitfire MkIII         | A65S Spitfire MkIV         | A65FS Firebird Scrambler     |                    |
| Cilinderinhoud | 653,8 cc                  | 653,8 cc                     | 653,8 cc                    | 653,8 cc                   | 653,8 cc                     |                    |
| Periode        | 1966-1967                 | 1966-1972                    | 1967                        | 1968                       | 1968-1971                    |                    |
| 750cc-Model    | A75 Rocket 3              |                              |                             |                            |                              |                    |
| Cilinderinhoud | 740,4 cc                  |                              |                             |                            |                              |                    |
| Periode        | 1968-1970                 |                              |                             |                            |                              |                    |

### Jaren zeventig
De jaren zeventig duurden voor BSA maar drie. jaar. De 175cc-Bantam ging in 1971 uit productie, de 250cc-B25-serie eindigde in 1972, de 350cc-B40 was al uit productie, de 500cc-A50 verdween in 1970, net als de B44 en de 650cc-A65-serie eindigde in 1972. In 1971 werd een grote reorganisatie doorgevoerd. De assemblage van de motorfietsen concentreerde zich in Meriden, terwijl in Small Heath onderdelen en motorblokken werden gemaakt. Er vielen ontslagen en productiemiddelen werden afgestoten. Barclays Bank verleende steun voor 10 miljoen pond.

#### P34-project
Het Project P34 in 1970 was de fabriekscode voor de vernieuwing van twee series: de BSA B25-serie en de BSA B44-serie, wat zou leiden tot de BSA B50-serie. Voor de 250cc-modellen waren wel wat veranderingen nodig, want op het gebied van betrouwbaarheid hadden de machines geen goede naam. Daarom kwam er een aantal verbeteringen. De drijfstang werd verstevigd, wat een nieuwe krukas noodzakelijk maakte. De oliepomp, gemaakt van een zinklegering, sleet snel waardoor de druk daalde. Zij werd vervangen een gietijzeren pomp. Er kwam een nieuw full flow-oliefilter en het vermogen werd teruggebracht naar 22,5 pk. Het raakvlak tussen cilinder en cilinderkop werd vergroot en er kwam een nieuwe koppakking. Net als bij de B44 werd de olie nu in de bovenbuis van het frame meegevoerd. De koppeling werd verbeterd. De achterste bevestigingslussen voor de motor werden vergroot om het frame ook geschikt te maken voor de 500cc-B50.
Fury-serie (350 cc 1971)
Hoewel Edward Turner al met pensioen was, werd hij door de nieuwe directeur Harry Sturgeon gevraagd om een nieuwe 350cc-motorfiets te ontwerpen. De machine zou als BSA Apollo en als Triumph Tiger 90 op de markt moeten komen. Turner bouwde een paralleltwin met (voor het eerst) het schakelpedaal links en het rempedaal rechts, zoals dat overal buiten het Verenigd Koninkrijk gebruikelijk was. Bert Hopwood en Doug Hele werkten het project verder uit, veranderden de motor in een 180°-twin en noemden de machines BSA Fury en Triumph Bandit. De marketingcampagne ging in het voorjaar van 1972 van start, maar er waren nog zoveel problemen dat de productie te duur zou worden óf dat men dure garantieclaims moest verwachten. De machines kwamen nooit in productie. 
B50-serie (500 cc 1971-1973)
In 1971 kwam een echte 500cc-versie van de 441cc-BSA B44-serie. Deze BSA B50-serie bestond helemaal uit (semi) terreinmotoren en had met de B50MX een volbloed crossmotor. Daarvoor was de grotere cilinderinhoud het belangrijkste, want de B44 Victor GP kon al vanaf het begin niet op tegen de 360cc-tweetakten van CZ en Husqvarna. Dat kon de B50MX overigens ook niet. Toch was deze machine de enige BSA die in 1973 nog in productie was.
A70L / Lightning 750 (750 cc 1972)
In 1972 produceerde BSA exact 202 exemplaren van de 750cc-BSA A70L, die in de Verenigde Staten ook wel BSA Lightning 750 werd genoemd. Hij was bedoeld voor de Amerikaanse "Class C"-races. Die klasse was in 1933 door de American Motorcyclist Association in het leven geroepen en stond open voor streetlegal-motorfietsen. Voor de homologatie moesten er 200 worden verkocht om er 2 in de races in te zetten. Het waren A65's die door een langere slag op 751 cc kwamen.
T65 Thunderbolt (650 cc 1973)
De productie van de BSA A65 stopte in 1972, maar het merk had nog verplichtingen aan buitenlandse importeurs. Daarom werden in 1973 enkele honderden Triumph TR6 Trophy-motorfietsen van een BSA-logo voorzien en verkocht als BSA T65 Thunderbolt.

## Einde van het bedrijf
In 1972 ging het zo slecht met de BSA-groep, dat een faillissement onvermijdelijk was geworden. De Britse regering zette een reddingsplan op. Als onderdeel daarvan werd de hele BSA-groep verkocht aan Dennis Poore, eigenaar van Manganese Bronze Holdings. Poore had in 1966 Associated Motor Cycles en inbouwmotorfabrikant Villiers al gekocht en daarmee Norton-Villiers opgericht. Met de komst van de BSA-groep werd dit Norton-Villiers-Triumph, met de bedoeling Norton en Triumph te blijven produceren. Poore ontsloeg echter twee derde van het personeel. Als gevolg daarvan bezette het personeel in Meriden de fabriek en uiteindelijk richtte het de "Meriden Motorcycle Co-operative" op. Daar werden nu de Triumph-tweecilinders geproduceerd, zodat Dennis Poore alleen de Norton Commando en de Triumph T 160 Trident tot zijn beschikking had. Als compensatie kreeg Poore de carrosseriefabriek Carbodies. Het bedrijf was echter - ook door de weerstand van het personeel - niet levensvatbaar. NVT ging in 1977 failliet en de Meriden Cooperative sloot in 1983.

#### Modellenoverzicht jaren zeventig
| 175cc-Model    | Bantam B175     | Bantam D175           |                          |                      |                   |                    |           |
| -------------- | --------------- | --------------------- | ------------------------ | -------------------- | ----------------- | ------------------ | --------- |
| Cilinderinhoud | 172,3 cc        | 172,3 cc              |                          |                      |                   |                    |           |
| Periode        | 1969-1971       | 1969-1971             |                          |                      |                   |                    |           |
| 250cc-Model    | B25 Starfire    | B25FS Fleetstar       | B25S Starfire            | B25SS Gold Star 250  | B25T Victor Trail |                    |           |
| Cilinderinhoud | 246,8 cc        | 246,8 cc              | 246,8 cc                 | 246,8 cc             | 246,8 cc          |                    |           |
| Periode        | 1967-1970       | 1969-1970             | 1969-1971                | 1971                 | 1971              |                    |           |
| 350cc-Model    | B40 WD GR       | B40 Mk2 WD GB         | B40 WD GD                | E35R Fury            | E35SS Fury SS     | B40 WD GJ          |           |
| Cilinderinhoud | 343,1 cc        | 343,1 cc              | 343,1 cc                 | 349,1 cc             | 349,1 cc          | 343,1 cc           |           |
| Periode        | 1967-1970       | 1968-1970             | 1968-1970                | 1971                 | 1971              | 1972               |           |
| 500cc-Model    | A50R Royal Star | B44VR Victor Roadster | B44SS Shooting Star      | B44VS Victor Special | B50SS Gold Star   | B50VT Victor Trail | B50MX     |
| Cilinderinhoud | 498,7 cc        | 441,2 cc              | 441,2 cc                 | 441,2 cc             | 498,8 cc          | 498,8 cc           | 498,8 cc  |
| Periode        | 1965-1970       | 1966-1970             | 1968-1970                | 1969-1970            | 1971-1972         | 1971-1972          | 1971-1973 |
| 650cc-Model    | A65L Lightning  | A65T Thunderbolt      | A65FS Firebird Scrambler | T65 Thunderbolt      |                   |                    |           |
| Cilinderinhoud | 653,8 cc        | 653,8 cc              | 653,8 cc                 | 649,3 cc             |                   |                    |           |
| Periode        | 1965-1972       | 1966-1972             | 1968-1971                | 1973                 |                   |                    |           |
| 750cc-Model    | A75 Rocket 3    | A75RV Rocket 3        | A70L                     | Lightning 750        |                   |                    |           |
| Cilinderinhoud | 740,4 cc        | 740,4 cc              | 751,0 cc                 | 751,0 cc             |                   |                    |           |
| Periode        | 1968-1970       | 1971-1972             | 1972                     | 1972                 |                   |                    |           |

## BSA Company
De merknaam BSA werd in 1976 verkocht aan Bernie Goodman en William Colquhoun. Zij gebruikten de naam om kleine offroad modellen met Yamaha blokken te gaan produceren: 125- en 175cc-modellen die BSA Tracker en BSA Bushman gingen heten en voornamelijk werden geëxporteerd naar de derde wereld. De naam "Bushman" herinnerde aan een speciale Bantam met meer grondspeling voor het gebruik in het terrein. De nieuwe Bushmans werden voornamelijk verkocht aan Australische schapenhouders. Het Britse leger nam een aantal BSA's met 250 cc Rotax inbouwmotoren af.

### BSA Regal
In 1991 werden Goodman en Colquhoun importeur van MZ, dat in 1993 MuZ ging heten. BSA was betrokken bij de ontwikkeling van de MuZ Skorpion, die echter voorzien werd van een Yamaha motor. In hetzelfde jaar ging de BSA company samen met Andover Norton Ltd. en ontstond een nieuwe BSA-groep, waar vrijwel uitsluitend onderdelen voor de "oude" motorfietsen werden gemaakt. In december 1994 werd deze BSA-groep overgenomen door BSA Regal, waar men ook weer onderdelen wilde maken. BSA Regal bouwde nog een aantal retro bike-motorfietsen met Yamaha SR 400 en SR 500 motorblokken, die nauwelijks te verkopen waren. Na nog enkele naamswijzigingen en fusies ontstond in 1994 de BSA Regal Group, een bedrijf dat voornamelijk reserveonderdelen produceert, en soms een kleine oplage motorfietsen in retro-stijl. Het bedrijf verhuisde naar Southampton. Er werden vanaf 1997 weer sportieve modellen met de naam "Gold Star" gemaakt, die echter voorzien waren van 400 en 500 cc Yamaha SR blokken. Rond 2003 wilde men echter toch weer een volwaardige BSA op de markt brengen. Men ontwikkelde samen met Wasp een 1000 cc paralleltwin met voorover hellende cilinders, die echter niet verder kwam dan het prototypestadium. In 2007 eindigde de samenwerking met MZ en daarmee was de motorhistorie van de BSA Regal Group en het merk BSA afgelopen. BSA Regal houdt zich bezig met de productie van gereedschappen, liftinstallaties en verwarmingstechniek.